# Wormser Dom

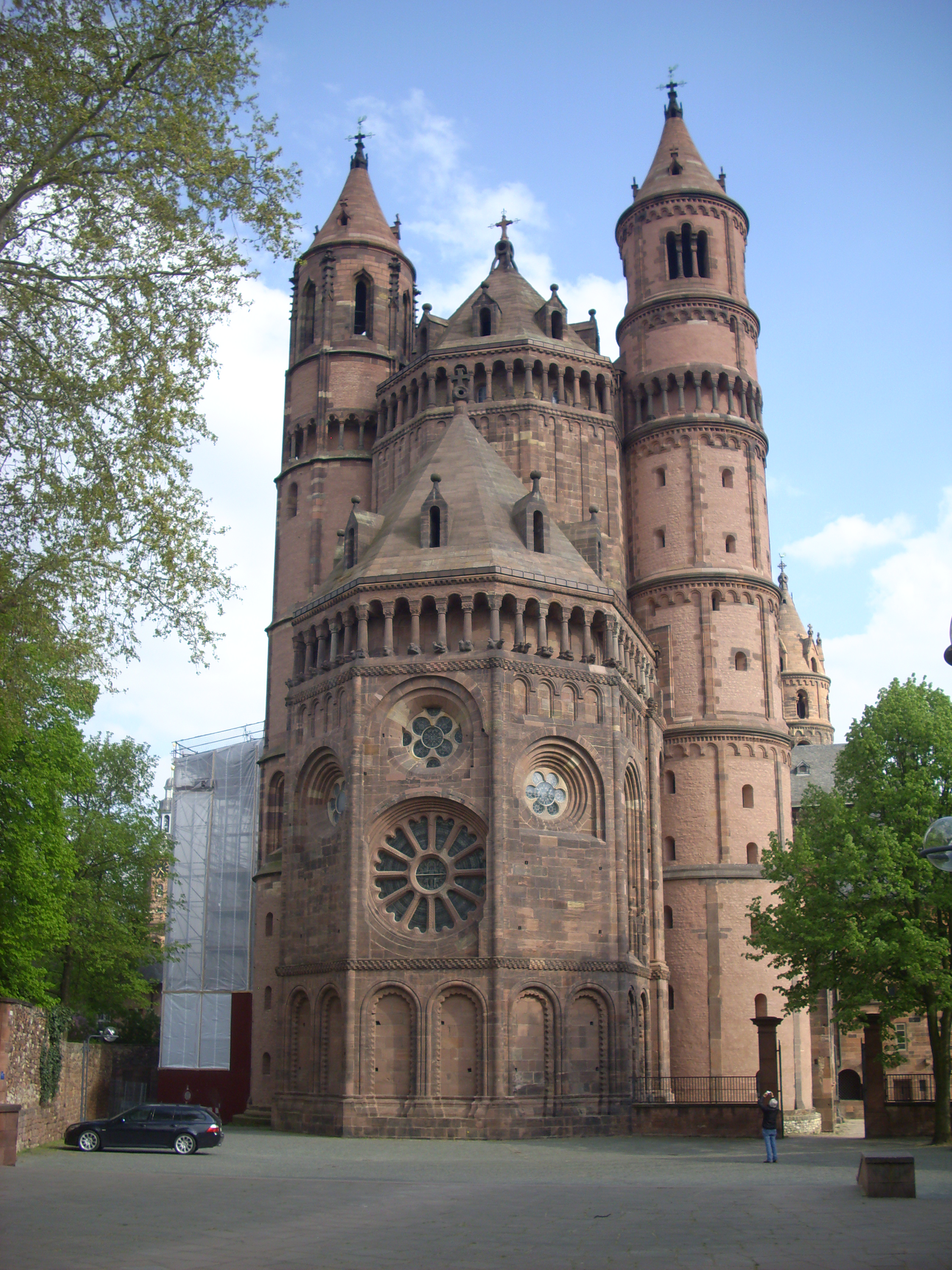
Polygonaler Westchor mit vier Rosenfenstern und einem Chorturm zwischen den Eck- oder Flankentürmen

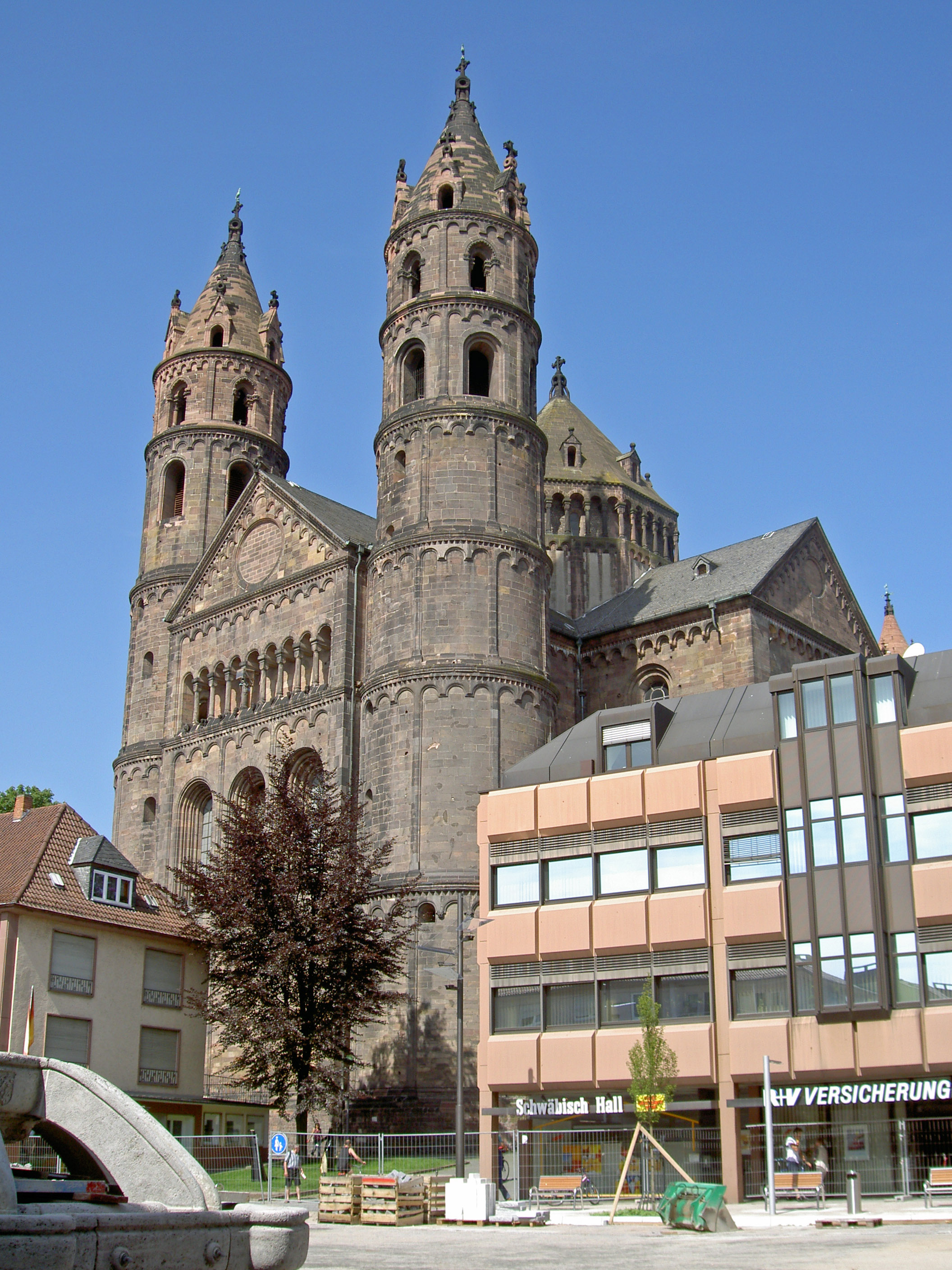
Dom St. Peter zu Worms, Blick auf Ostchor, Osttürme, Vierungsturm und den Nordarm des Querschiffs

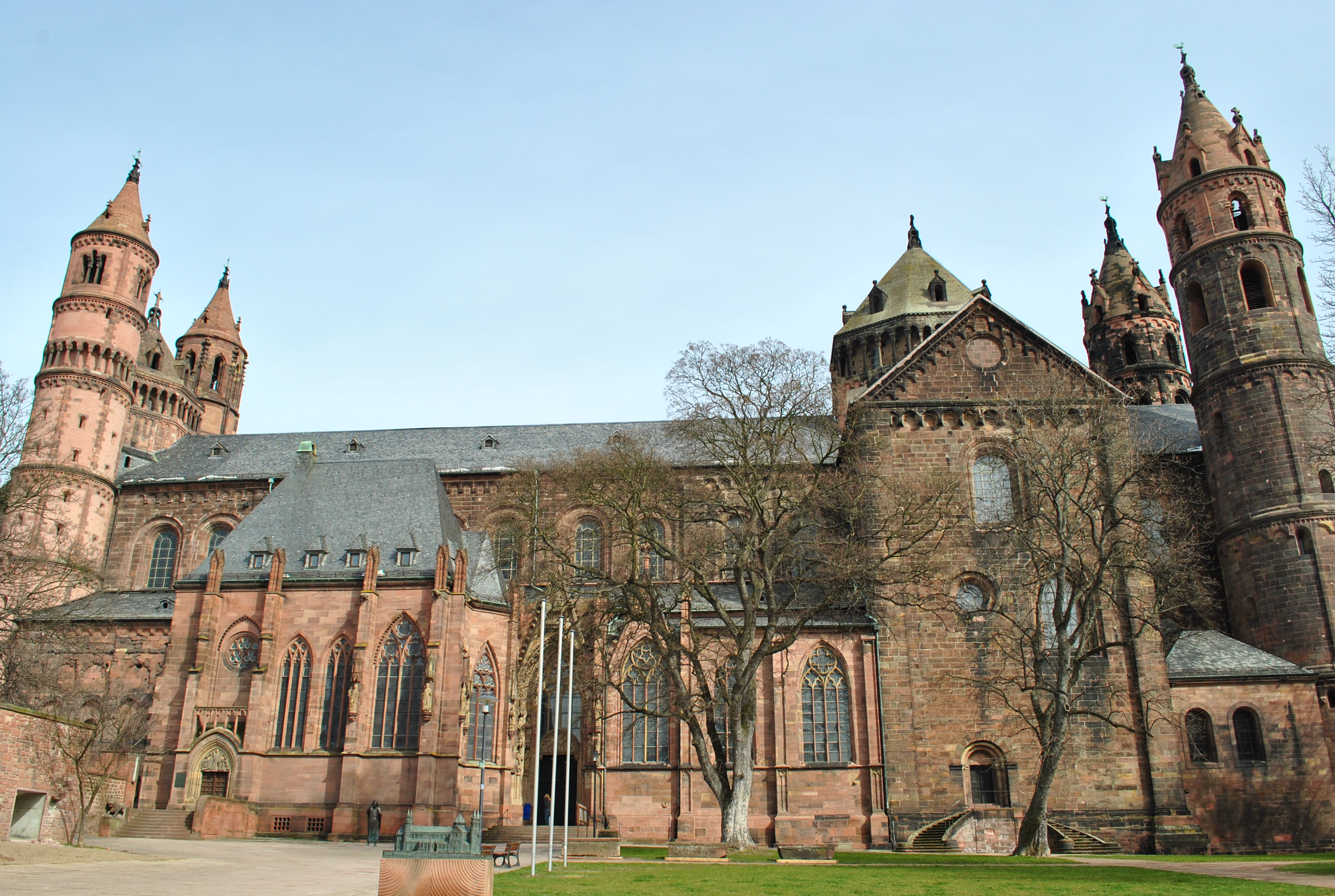
Südseite mit gotischer Nikolauskapelle; Südwestturm gänzlich romanisch, Obergeschosse der Osttürme mit gotischen Fenstern

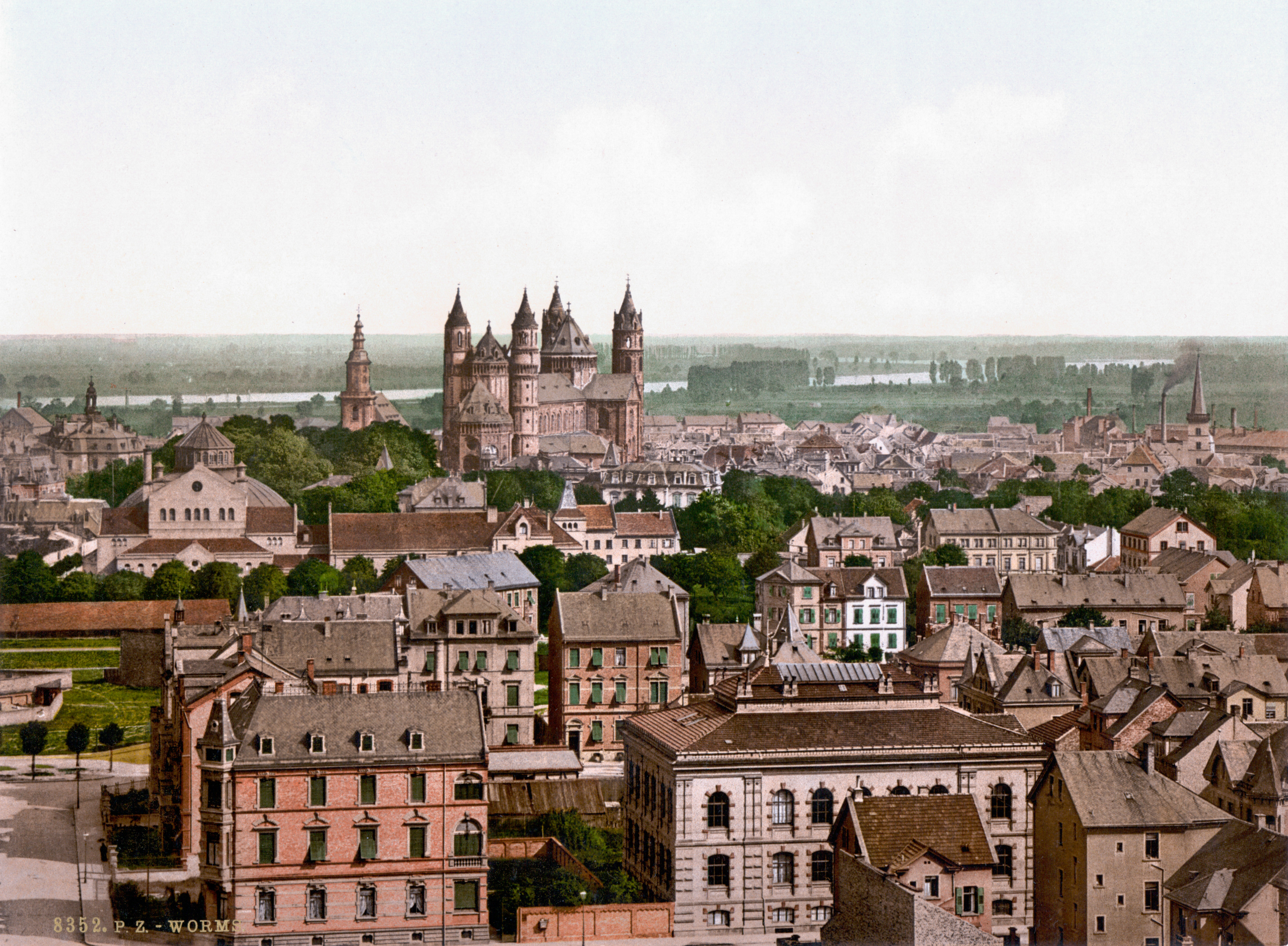
Stadtpanorama mit Dom um 1900

Der Dom St. Peter zu Worms ist der kleinste und schlankste der drei rheinischen Kaiserdome. Er wurde im Wesentlichen von 1130 bis 1181 erbaut, also insgesamt nach dem Speyerer Dom (1025–1106). Der Mainzer Dom wurde 50 Jahre früher begonnen (1081 – Treppentürme allerdings älter), aber erst fast 70 Jahre später vollendet (1239). Das Bistum Worms wurde von 1801 bis 1827 schrittweise aufgelöst. Daher ist der Wormser Dom keine Bischofskirche mehr, erhielt aber 1862 den Rang einer Propsteikirche und 1925 den Titel einer Basilica minor.

## Bedeutung des Wormser Doms

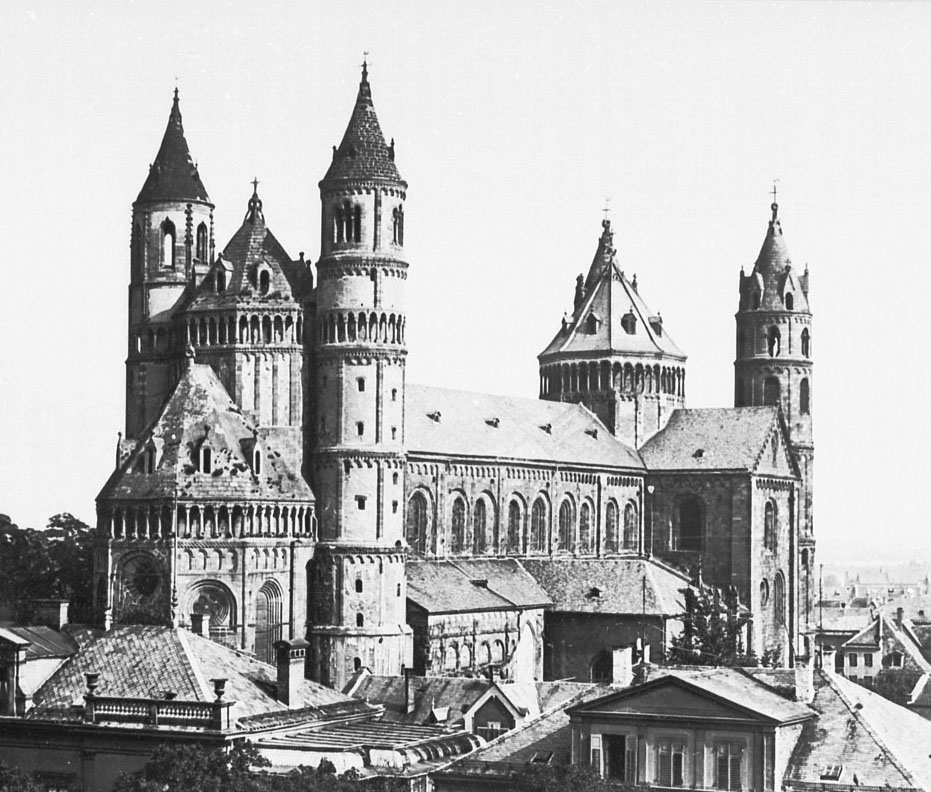
Der Wormser Dom vor 1901

Der Dom ist das bedeutendste romanische Bauwerk in Worms und eng mit Bischof Burchard II. und der Blütezeit der Stadtgeschichte während des 12. und 13. Jahrhunderts verbunden.
Große Ereignisse, die im Zusammenhang mit dem Dom standen, waren unter anderem die Papstnominierung Leos IX. im Jahr 1048, das Wormser Konkordat im Jahr 1122, mit dem der Investiturstreit beendet wurde, und die Hochzeit Kaiser Friedrichs II. 1235 mit Isabella von England.
Bis zur Säkularisation von Hochstift und Bistum Worms (1801/02) war der Dom St. Peter die Kathedrale des Bischofs von Worms. Seit 1802 ist der Wormser Dom eine katholische Pfarrkirche, die in Erinnerung an ihre frühere Bedeutung als Bischofskirche im Jahr 1862 von Papst Pius IX. zur Propsteikirche und 1925 durch Papst Pius XI. zur Basilica minor erhoben wurde. Dieser päpstliche Ehrentitel, der Ehrenrechte für den Propst und das Gotteshaus einschließt, soll die Bedeutung einer Kirche für das Umland hervorheben.

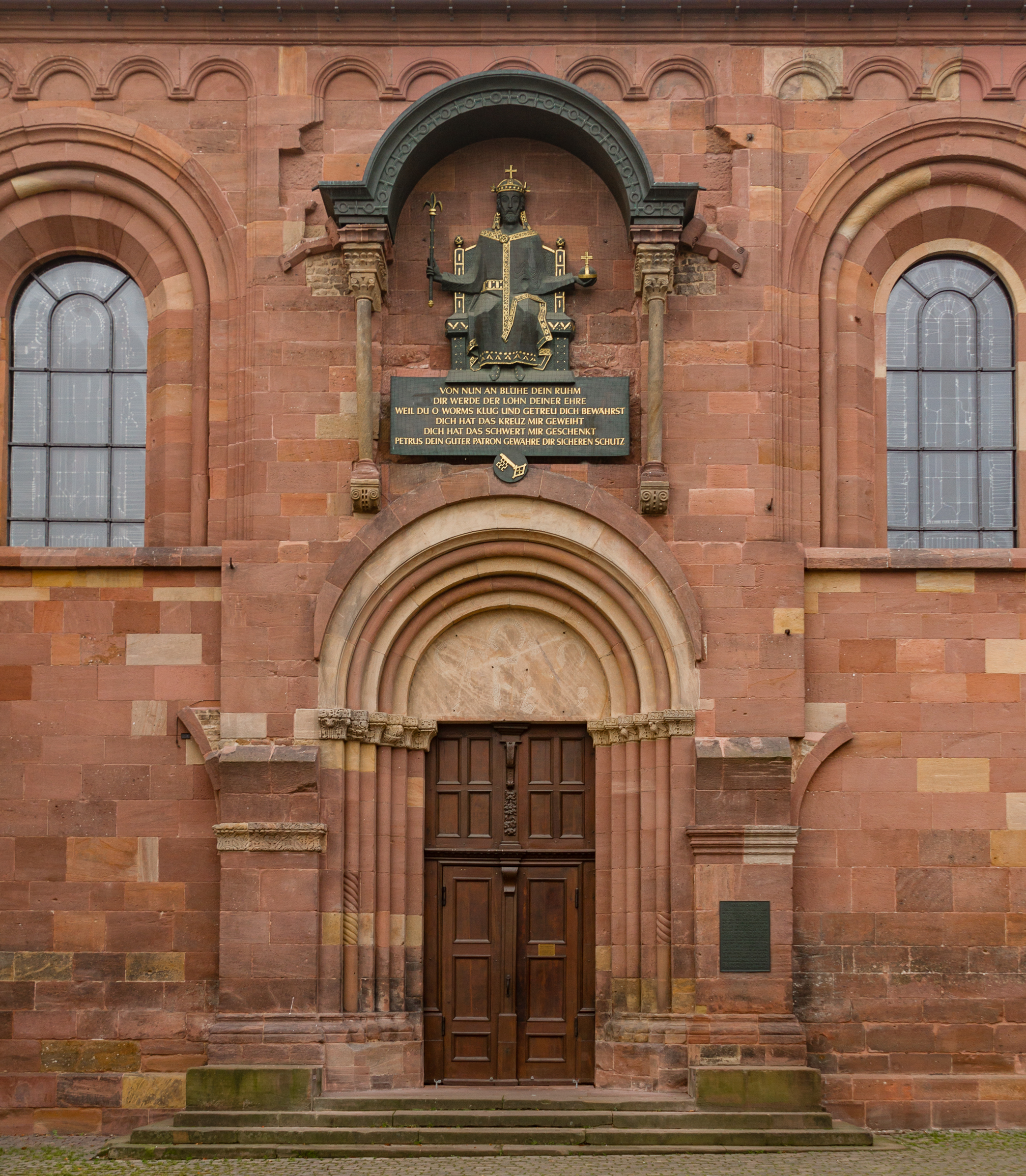
Nordportal unter Kaiserskulptur von Gustav Nonnenmacher (1981)

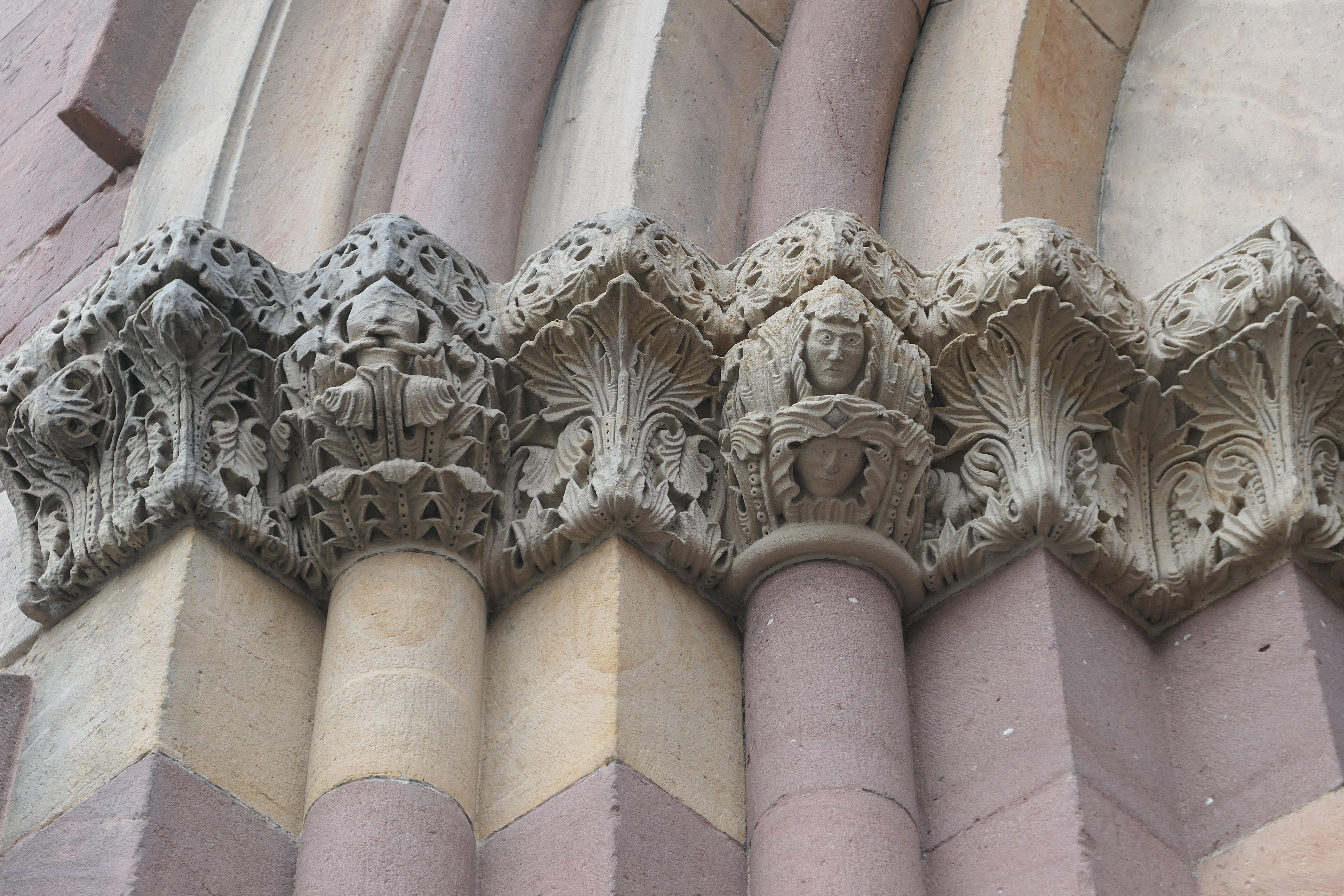
Linkes Kapitellband des Nordportals

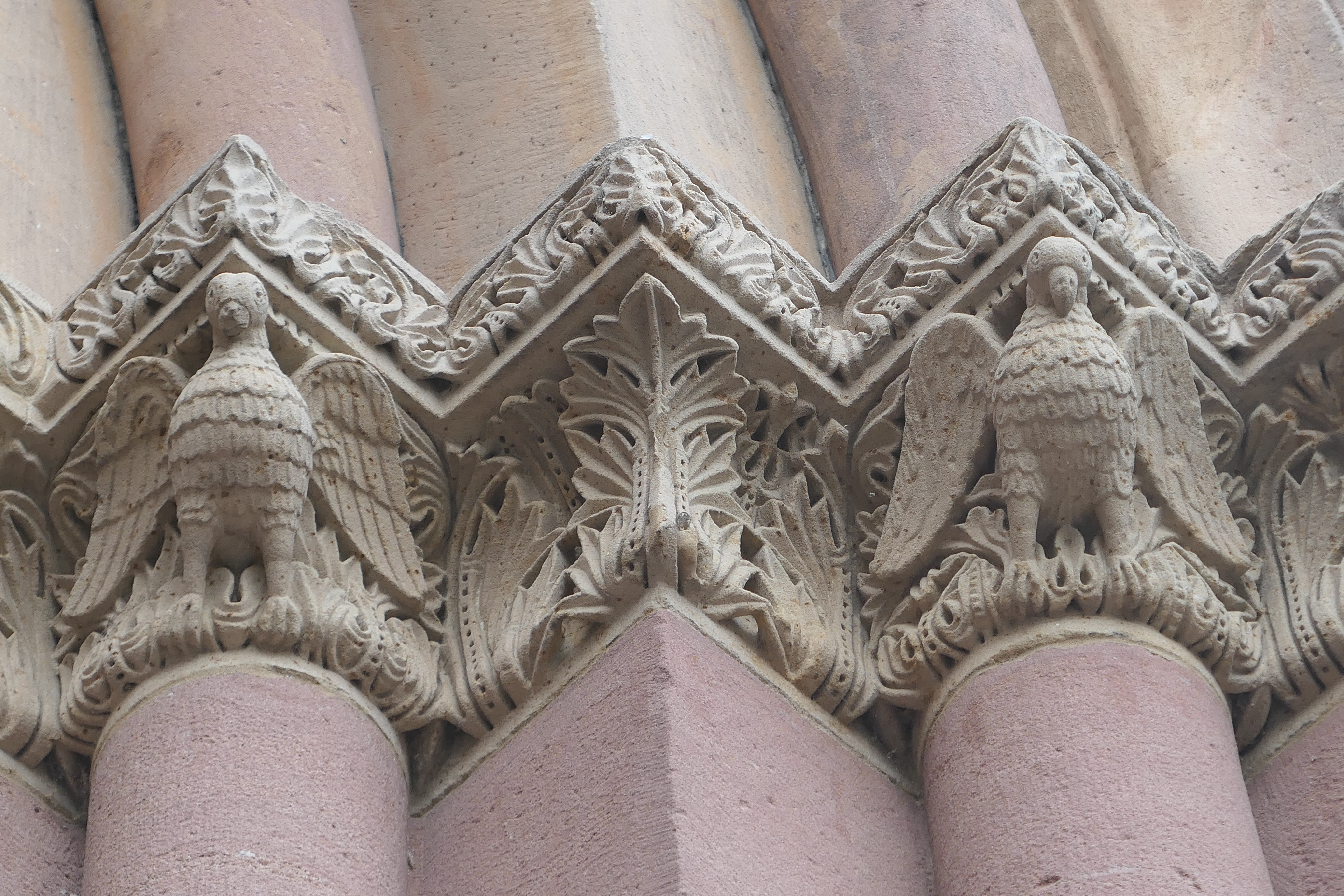
Rechtes Kapitellband des Nordportals

Der Dom wurde, abgesehen von den Turmobergeschossen, 1130 bis 1181 erbaut, wobei parallel zum Neubau eine frühromanischen Basilika aus dem ersten Viertel des 11. Jahrhunderts abgerissen wurde. Seine Bauzeit fällt also zusammen mit dem Gothique primitif, der ersten Phase der Gotik in Frankreich. Deren wichtigste statische Neuerung, die spitzbogigen Rippengewölbe, wurde zeitgleich auch in Querhaus und Mittelschiff des Wormser Doms verwendet. Bei Arkaden, Seitenschiffsgewölben, Portalen und Fenstern blieb man in Worms hingegen in dieser Zeit strikt bei romanischen Rundbögen und Kreuzgratgewölben. Der polygonale Grundriss des Westchors wurde zum Vorbild für die Gotik, in der bis dahin Chöre und Kapellen mit runden Schlüssen üblich waren (siehe unten). Nach neuesten Forschungen begann der Bau möglicherweise schon 1105 mit Sanktuarium und Querschiff, aber zunächst ohne Gewölbe mit einem provisorischen Dach
Die Hauptsynagoge in Straßburg war in ihrer Gestaltung dem Wormser Dom nachempfunden. Sie wurde von Ludwig Levy entworfen, von 1896 bis 1898 errichtet, doch bereits 1940–1941 zerstört.
Der Wormser Dom war von 1984 bis 1993 als Kandidat für die Erhebung zum Weltkulturerbe auf der (west-)deutschen Tentativliste der UNESCO platziert.

## Geografische Lage
Der Wormser Dom steht auf dem höchsten Hügel der Stadt, etwa 10 m über dem Normalwasserspiegel des Rheins, auf dem höchsten Punkt der Innenstadt.

## Geschichte

### Vorgeschichte des Doms

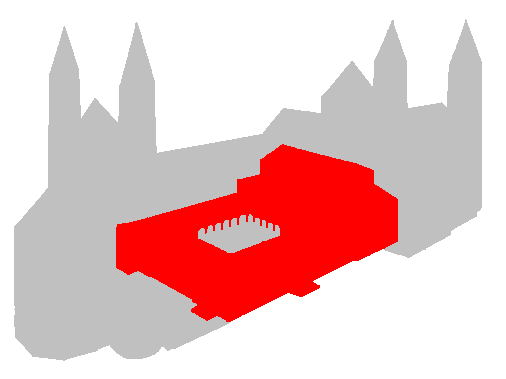
Dom im Vergleich mit dem römischen Forum
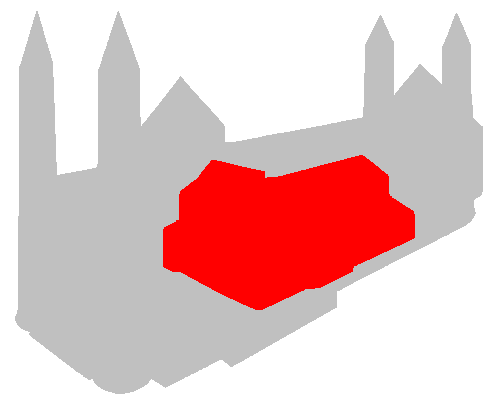
Dom im Vergleich mit der merowingischen Basilika
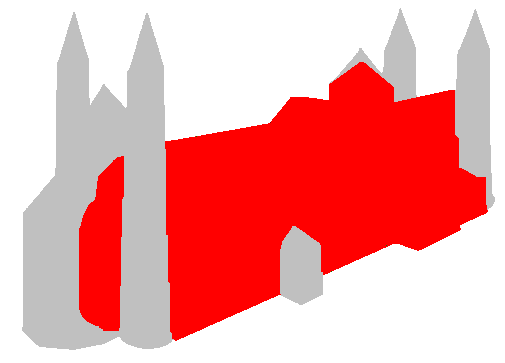
Vergleich mit dem Dom Bischof Burchards

Bei der Gründung der Stadt Borbetomagus in römischer Zeit (eine keltische Vorgängersiedlung im Innenstadtbereich von Worms kann bisher nicht nachgewiesen werden) – wurde diese herausragende Lage mit öffentlichen Bauten besetzt. 1906/07 kamen bei Renovierungsarbeiten am Dom im Fundamentbereich römische Fundamente und Befunde zutage. Es dauerte bis 1938, bevor Gustav Behrens – der an den Grabungen selbst nicht teilgenommen hatte – diese publizierte. Er deutete das Vorgefundene als das Forum von Borbetomagus, eine dreischiffige Basilika mit westlich angrenzendem Peristyl (ein von einem überdachten Gang umgebener Hof). Heute wird diese Interpretation skeptisch beurteilt. Die freigelegten Fundamente ließen sich auch zu einem Tempel mit Cella ergänzen. Bei der Grabung 1906/07 und den Restaurierungsarbeiten am Dom wurden zahlreiche Fragmente von Weihesteinen und Altären gefunden. Um diesen Befund erklären zu können, wurde ein Tempelbezirk unmittelbarer nördlich des Forums angenommen, ohne dass je Fundamente davon ergraben wurden. Dieser Bereich nördlich des Doms wurde im Früh- und Hochmittelalter vielleicht durch die Königspfalz und dann den Bischofshof überbaut.

### Erster Kirchenbau unter Brunichildis
Nach der Schlacht auf den Katalaunischen Feldern drängten die Franken in die Rheinebene und übernahmen die Macht im Wormser Raum. Gleichzeitig breitete sich das Christentum aus. Als das Frankenreich der Merowinger in drei Teile zerfiel, gehörte Worms zu Austrasien. Nachdem die Herrscher von Austrasien und Neustrien Schwestern geheiratet hatten, brach ein Familienkrieg aus, dem die beiden Könige und eine der beiden Schwestern zum Opfer fielen. Die überlebende austrasische Königswitwe Brunichildis residierte um 600 in Worms. In Brunichild wird das Vorbild der Brünhild im Nibelungenlied gesehen. Sie und ihr Nachfolger Dagobert I. ließen nach mittelalterlichen Quellen eine Kirche auf den Grundmauern des römischen Forums errichten. Diese Kirche gilt als der Vorläufer des Doms. Archäologische Belege für diese Überlieferung gibt es nicht. Die Anfang des 20. Jahrhunderts durchgeführten Grabungen unter dem Dom suggerieren vielmehr einen größeren, den Dimensionen nach wohl karolingischen Vorgängerbau. Ob dieser jedoch eine Erweiterung einer merowingischen Anlage war, ist aufgrund der geringen Befundlage nicht mehr zu klären. Tatsache ist, dass Karl der Große die Königspfalz zu Worms regelmäßig besuchte. Daneben bestand die Bischofsresidenz.

### Dombau unter Bischof Burchard von Worms

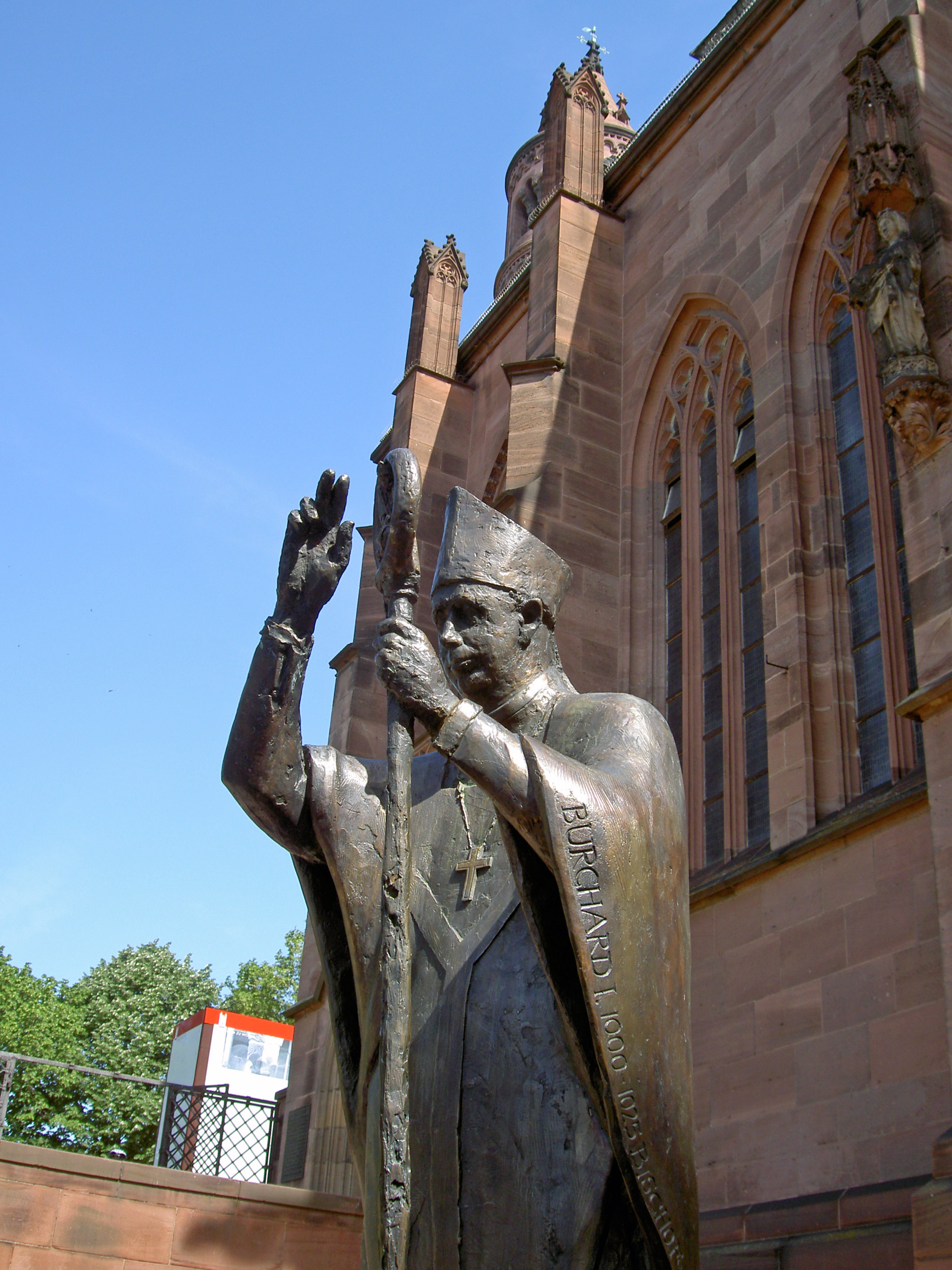
Statue Burchards von Worms

Berthulf war 614 der erste überlieferte Wormser Bischof. Grundlegend neu gebaut in den heutigen Größenmaßen wurde der Dom unter Bischof Burchard von Worms ab dem Beginn des 11. Jahrhunderts, denn Burchard I. wurde im Jahr 1000 Bischof von Worms und begann unverzüglich mit der kirchlichen Neuordnung der Stadt. Ihm gelang es, die Salier zur Aufgabe ihrer Burg zu bewegen, an deren Stelle ab 1002/1003 das Paulusstift errichtet wurde. Die alte Hauptkirche ließ er ebenfalls niederlegen und den Dom beginnen, der wohl noch heute die Konturen der Planung des 11. Jahrhunderts trägt: Eine kreuzförmige Basilika mit zwei halbrunden Chören, die in Südost-Nordwest-Richtung errichtet wurde. Bereits im Jahr 1018 konnte der Dom in Anwesenheit des Kaisers geweiht werden, doch stürzte der westliche Baukörper bereits zwei Jahre später ein und musste erneuert werden. Der Kirchenraum hatte eine flache Holzdecke. Nach Burchards Lebensbeschreibung aus der Zeit um 1030/1040 war der Wormser Dom prunkvoll ausgestattet. So ist von Säulen mit vergoldeten Kapitellen die Rede, die jedoch kaum die Hauptstützen der Kirche gewesen sein können. Vielmehr war der Burchard-Dom aller Wahrscheinlichkeit nach eine Pfeilerbasilika, denn nirgends wurden Reste von (ohnehin im 11. Jahrhundert schwerer zu beschaffenden) Säulen gefunden.
Erhalten blieben bei den folgenden Umbauten lediglich die Untergeschosse der Westtürme sowie die nördlich des Chores liegende Schatzkammer, die vermutlich vom Ende des 11. Jahrhunderts stammt.
Im Jahr 1110 wurde der Dom zum zweiten Mal geweiht. Möglicherweise waren größere Schäden aufgetreten. Deren Beseitigung wurde mit einer erneuten Weihe abgeschlossen.

### Dombau unter Bischof Burchard II. von Worms

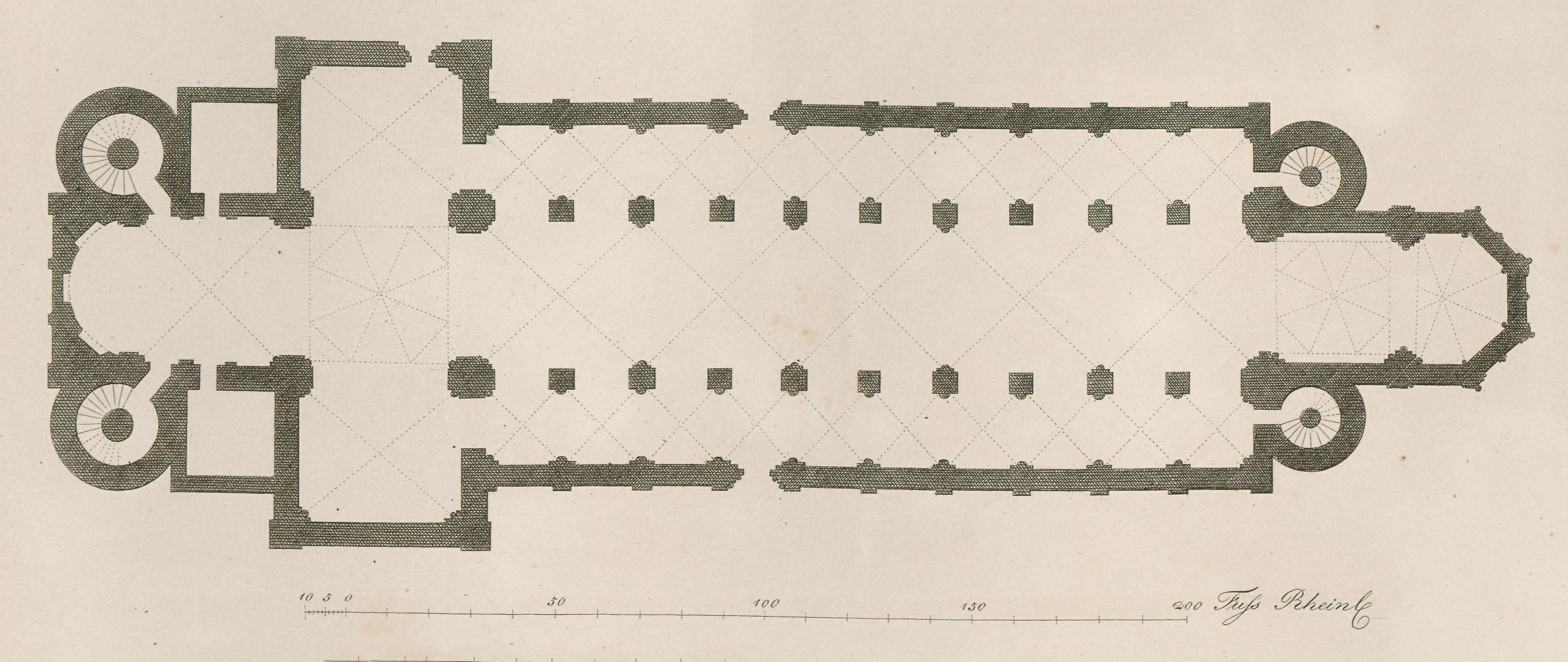
Grundriss des Wormser Doms (ohne Seitenkapellen)

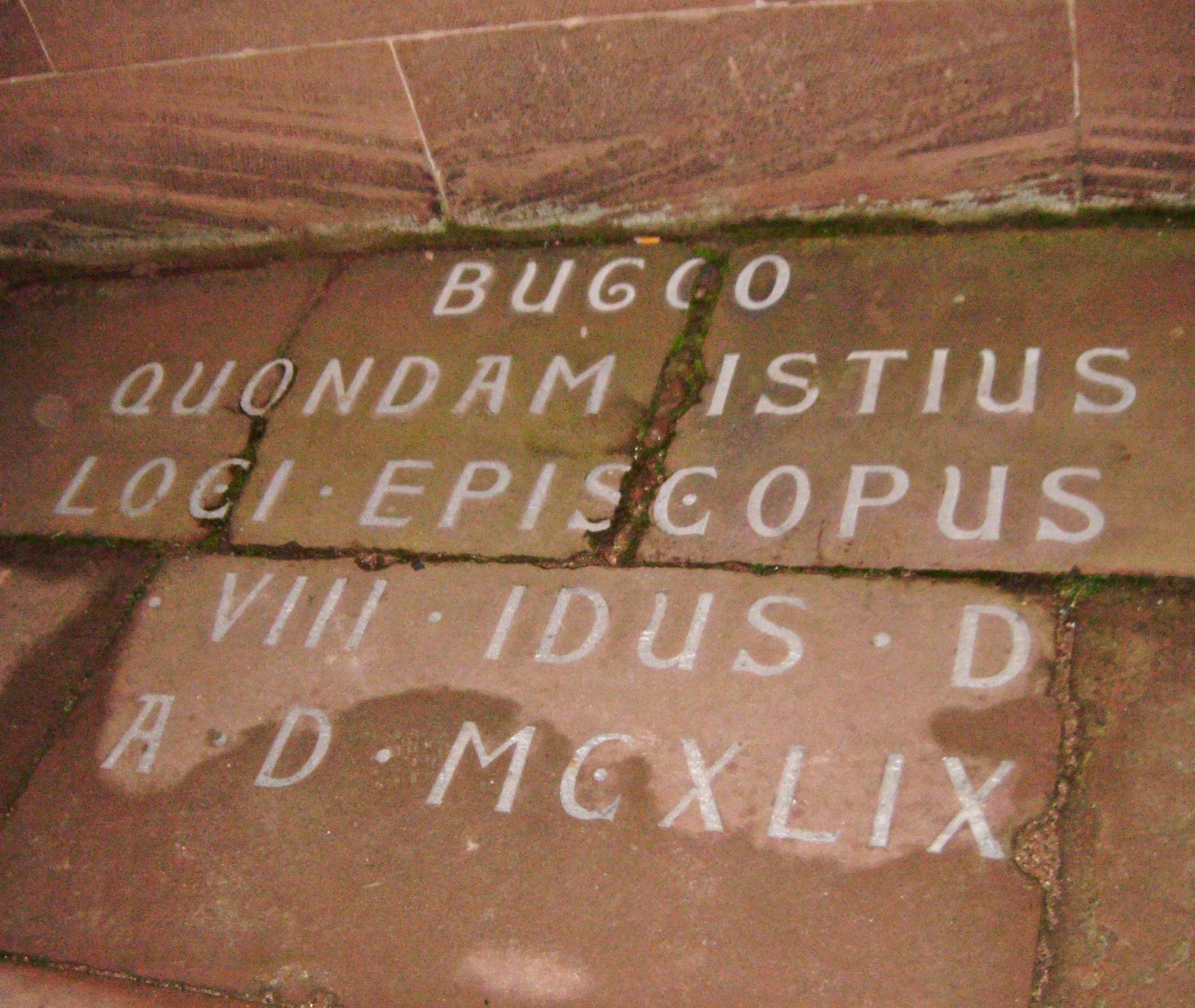
Epitaphinschrift Burchards II., im Außenbereich des Domes

Der Neubau im 12. Jahrhundert entspricht im Wesentlichen dem heutigen Dom. Um 1130 begann Bischof Burchard II. – vermutlich wegen schwerer Bauschäden – den unter seinem Vorgänger Burchard I. gebauten Dom abzureißen und durch einen Neubau zu ersetzen. So entstand unter ihm bis ca. 1144 der gesamte Ostbau mit Flankentürmen und achteckigem Vierungsturm, wie wir ihn heute kennen. Langhaus und Westbau wurden zwischen 1160 und 1181 unter seinen Nachfolgern Konrad I. und Konrad II. errichtet; letzterer weihte ihn am 2. Mai 1181.

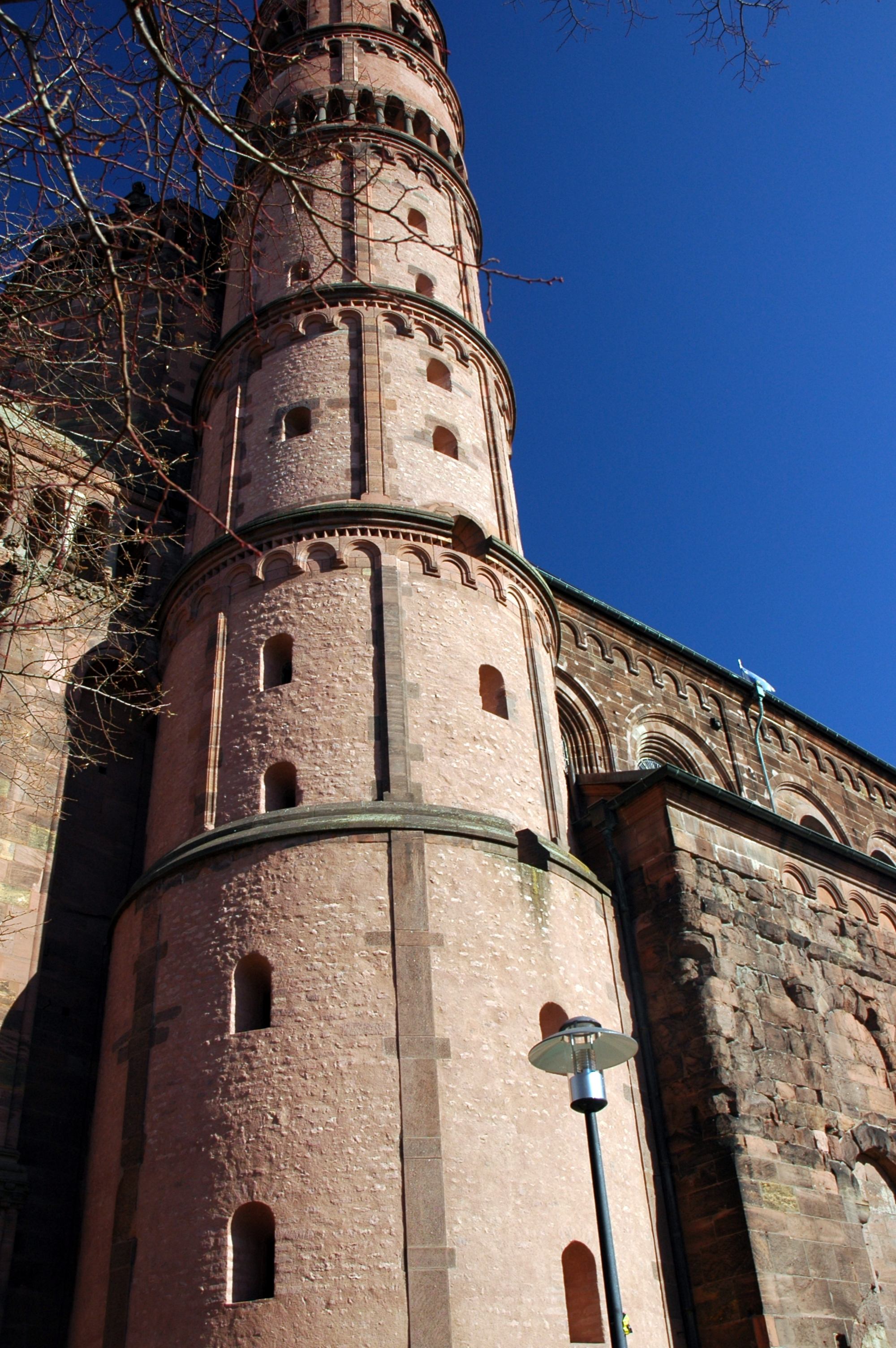
Südwestturm aus geschlämmtem Tuff

Der Dom zeigt ganz überwiegend spätromanischen Baustil und ist vollkommen gewölbt. Chorpartien, Querhaus und Türme sind reich verziert, die Seiten des Langhauses hingegen auffällig schmucklos. Viele Sakralbauten der Umgebung erhielten nach seinem Vorbild ähnliche Zierformen, so dass man von einer Wormser Bauschule sprach. Außerdem ist der jochweise leicht variierte Aufriss des Langhauses von dem der Kaiserdome in Speyer und Mainz abgeleitet. Der allmähliche Fortschritt des Neubaus ist durch dendrochronologische Untersuchung im Mauerwerk verbliebener Gerüsthölzer zu verfolgen. 1172 wurden Lampen für den Westchor gestiftet und 1192 Bischof Konrad II. dort bestattet.
Das Ostwerk des Wormser Dom ist das erste Bauwerk, an dem die Steinmetzen durchgängig Steinmetzzeichen verwendeten. Rudolf Kautzsch dokumentiert am gesamten Gebäude 234 unterschiedliche Steinmetzzeichen. Günther Binding schränkt jedoch ein, dass einige davon derart ähnlich sind, dass es sich um bloße Varianten des gleichen Steinmetzzeichens handeln kann.
Zeitgleich mit dem Westchor entstand auf der Südseite des Domes auch die um 1812 abgerissene Johanneskirche, die als städtische Pfarrkirche diente.
Erst nach der Weihe des Westchors wurden den vier Türmen, die vor allem als Treppentürme dienten, Freigeschosse aufgesetzt. Nur der südwestliche wurde in ganzer Höhe in romanischen Formen vollendet. Seine Außenhaut besteht im Unterschied zur übrigen Kathedrale abgesehen von den Lisenen nicht aus Sandstein, sondern aus Tuffstein, der mit einem rötlichen Anstrich geschlämmt ist. Am Nordostturm leiten das oberste Vollgeschoss und die Lukarnen des Kegeldachs mit ihren Spitzbögen zur Gotik über, am Südwestturm beide Freigeschosse und die Lukarnen.

### Erweiterungsbauten unter Johannes von Dalberg

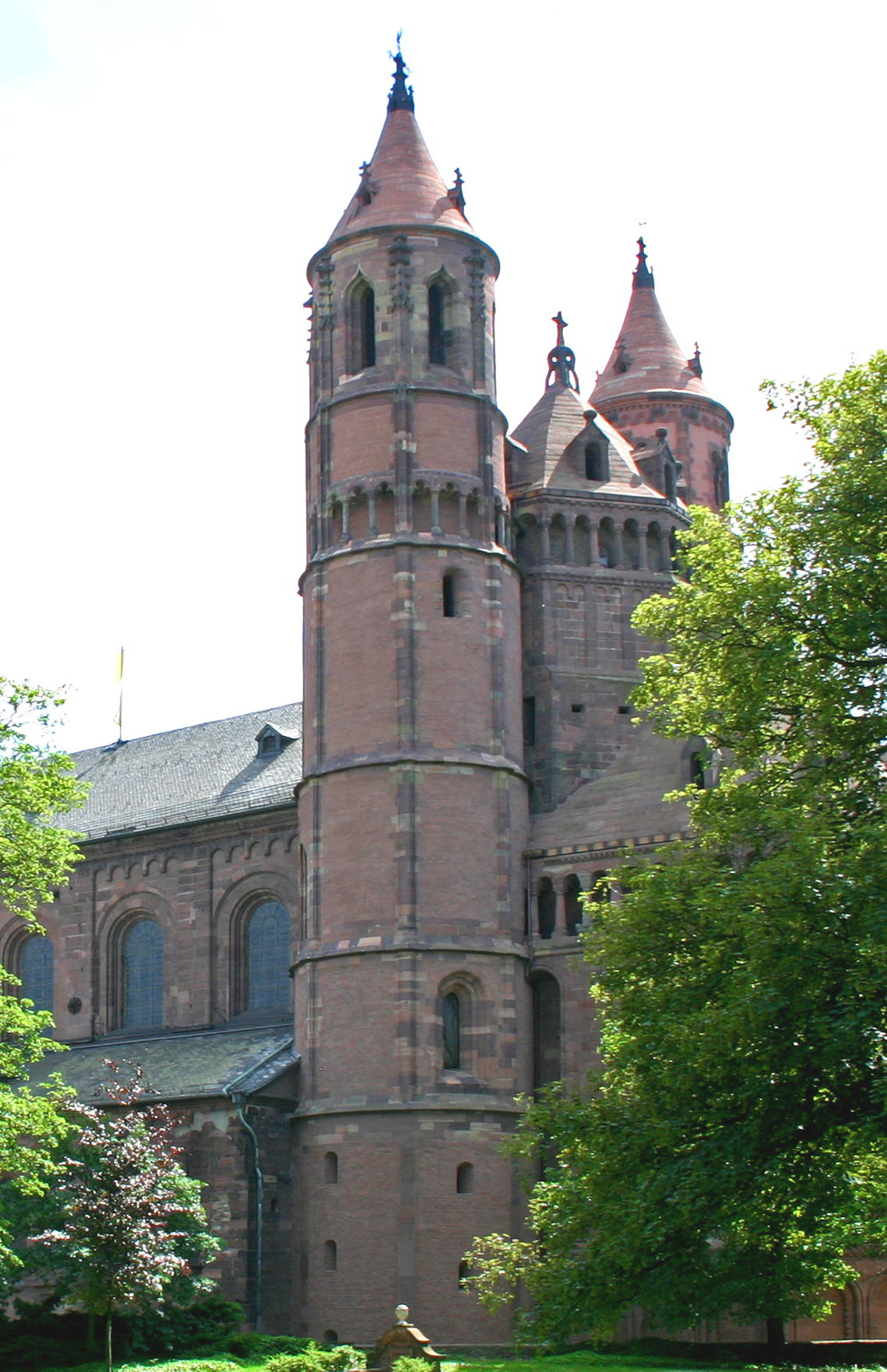
Nordwestturm, nach 1429 bis 1472 gotisch ersetzt, drei Backsteingeschosse

Etwa hundert Jahre nach der dritten Weihe wurde mit dem Neubau der Nikolauskapelle begonnen. Ein neues Südportal wurde eingebaut, östlich davon im ersten Viertel des 14. Jahrhunderts zwei weitere Kapellen, die St.-Annen- und die St.-Georgs-Kapelle. Durch ein Erdbeben stürzte 1429 der Nordwestturm ein. Er wurde vom ersten umlaufenden Sims an bis 1472 wieder aufgebaut, im Detail zwar spätgotisch, in seinen Formen aber streng rekonstruierend, ein äußerst früher Fall von denkmalpflegerischer Ergänzung. In drei Geschossen besteht seither die Außenhaut seines Mauerwerks aus Backstein, dessen Farbe gut mit dem Buntsandstein der übrigen Teile des Bauwerks harmoniert. An den östlichen Teil des nördlichen Seitenschiffes wurde 1480/85 die Ägidienkapelle (heute: Marienkapelle) angebaut.

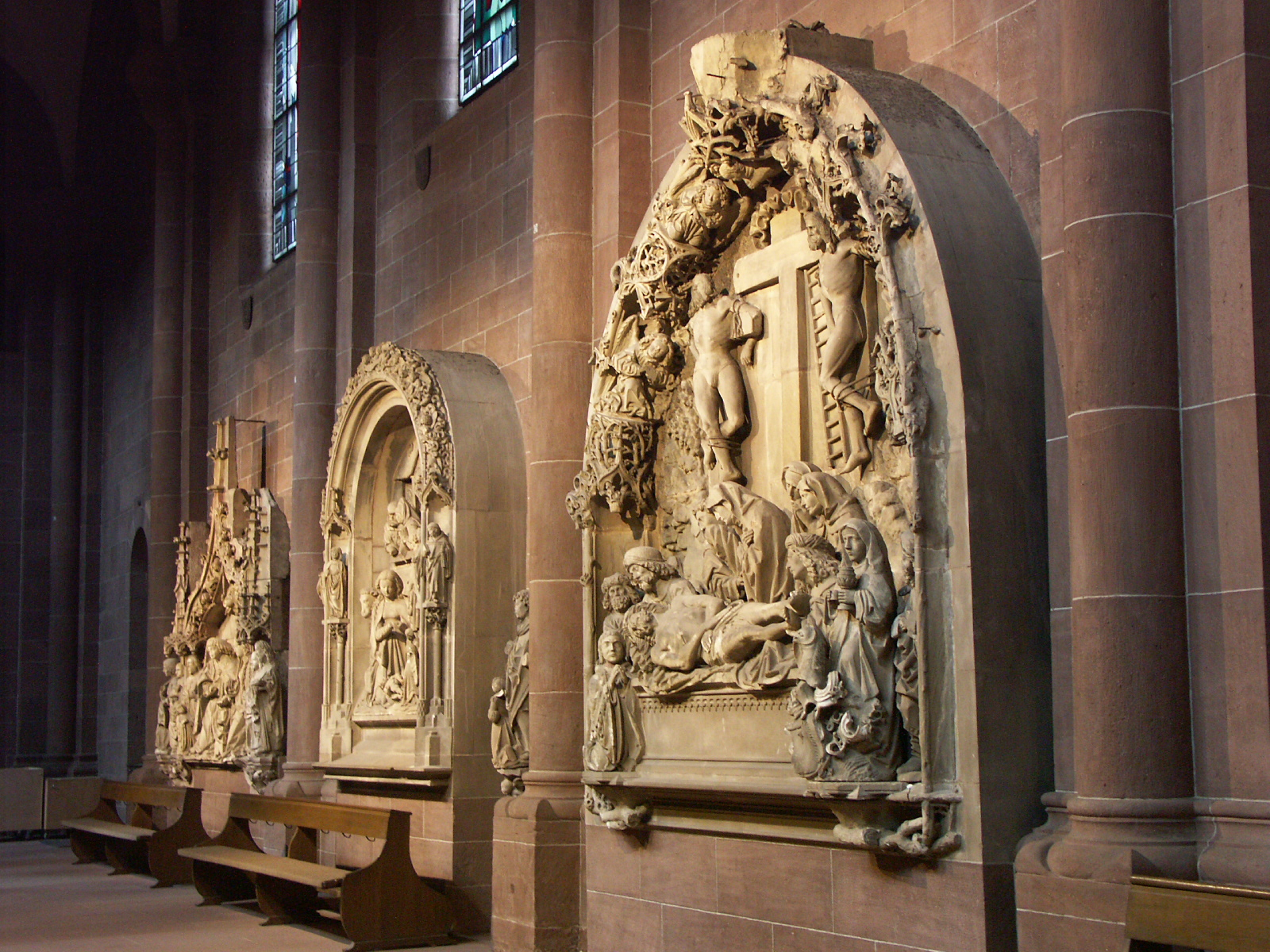
Gotische Reliefs aus dem abgebrochenen Kreuzgang

Gegen Ende des Jahrhunderts wurde unter Bischof Johannes von Dalberg der ursprünglich romanische Kreuzgang (westlich der Nikolauskapelle) erneuert, aus dem die heute im nördlichen Seitenschiff des Domes aufgestellten monumentalen fünf spätgotischen Reliefs zum Leben Jesu stammen: Wurzel Jesse (1488), Verkündigung (1487), Geburt Christi (1515), Grablegung (um 1490) und Auferstehung (um 1490). Ein ursprünglich vorhandenes sechstes Relief, das die Kreuzigungsszene zeigte, wurde wohl Opfer der Zerstörungen von 1689. Im Stadtmuseum Worms befinden sich vier große (88 cm Durchmesser), runde Wappen-Gewölbeschlusssteine, die aus dem Kreuzgang stammen und von Bischof Ruprecht II. von Regensburg sowie von den Domherren Philipp von Flersheim, Erpho von Gemmingen und Wilhelm von Stockheim gestiftet wurden. Ein weiterer Kreuzgang-Schlussstein des Kölner Erzbischofs und früheren Wormser Domscholasters Hermann von Hessen ist heute über dem Eingang der Abteikirche von Stift Neuburg in Heidelberg eingemauert. Der Grundstein des Kreuzgangs aus dem Jahr 1484, der als verschollen galt, wurde Ende Februar 2014 beim Aufräumen im Domlapidarium wieder aufgefunden.

### Reformation
Die Bedeutung des Bistums und des Doms zu Worms nahm zur Zeit des Reichstags von Worms im Jahr 1521 ständig ab. Kurz nach dem Reichstag traten einige Wormser Kirchengemeinden zu der Lehre Martin Luthers über. Im Jahr 1556 folgten alle Pfarreien auf kurpfälzischem Boden.

### Dreißigjähriger Krieg
Während des Dreißigjährigen Kriegs hielten schwedische Truppen die Stadt von 1632 bis 1635 besetzt, und im Dom hielt ein protestantischer Prediger Gottesdienste ab.

### Pfälzischer Erbfolgekrieg
Im Pfälzischen Erbfolgekrieg verwüsteten auf Befehl des französischen Königs Ludwig XIV. dessen Truppen Heidelberg, Mannheim, Speyer und Worms. Sämtliche Kirchen wurden geplündert und gebrandschatzt. Der Dom brannte völlig aus, die Gewölbe stürzten großteils ein. Bischof Franz Ludwig von Pfalz-Neuburg ließ den Dom ab 1698 wiederherstellen. Dadurch kamen einige barocke Elemente hinzu wie die vergrößerten Fenster der Silberkammer oder der Hochaltar von Balthasar Neumann.

### Französische Revolution

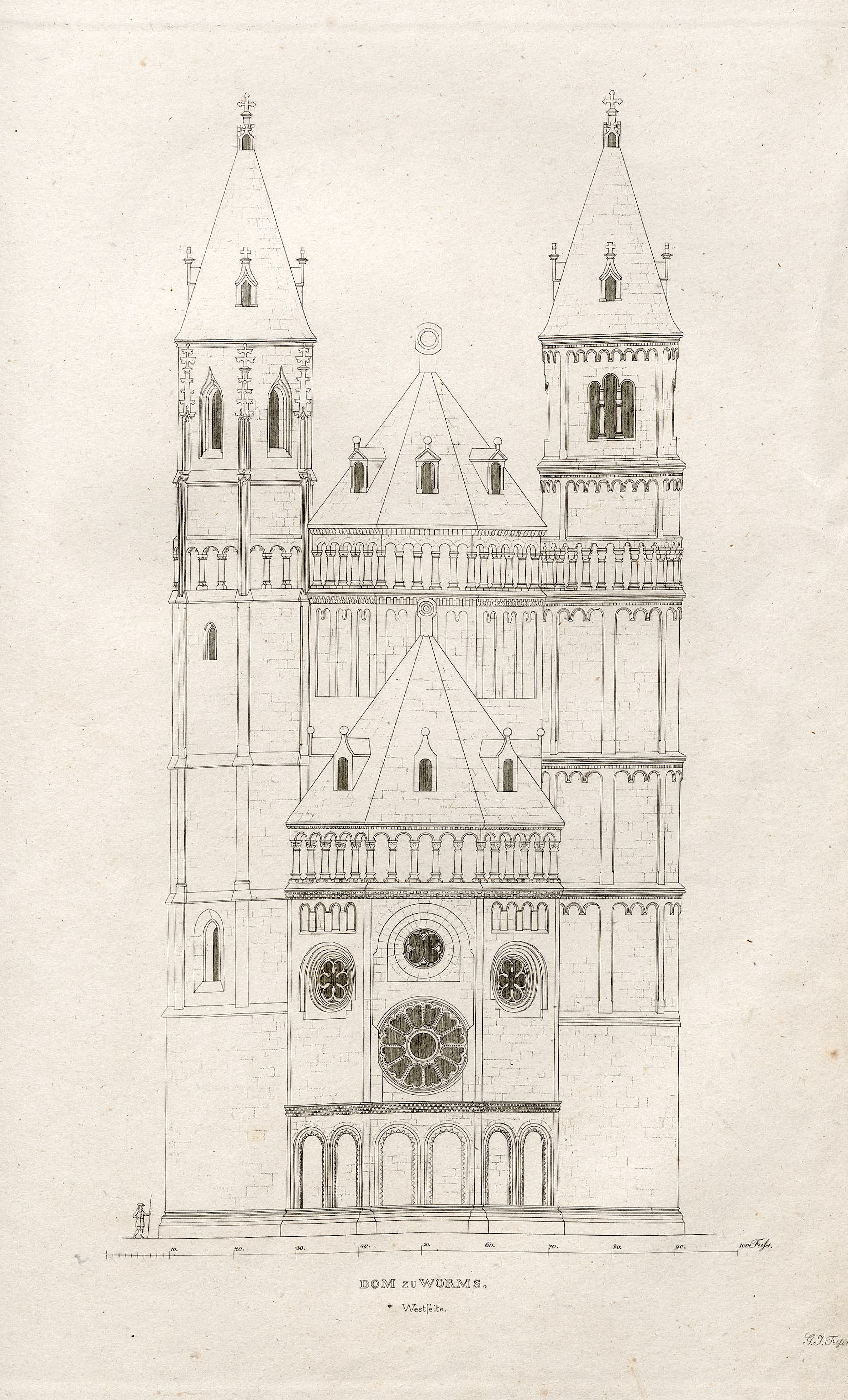
Aufriss von Westchor und Westürmen, Stahlstich, 1821

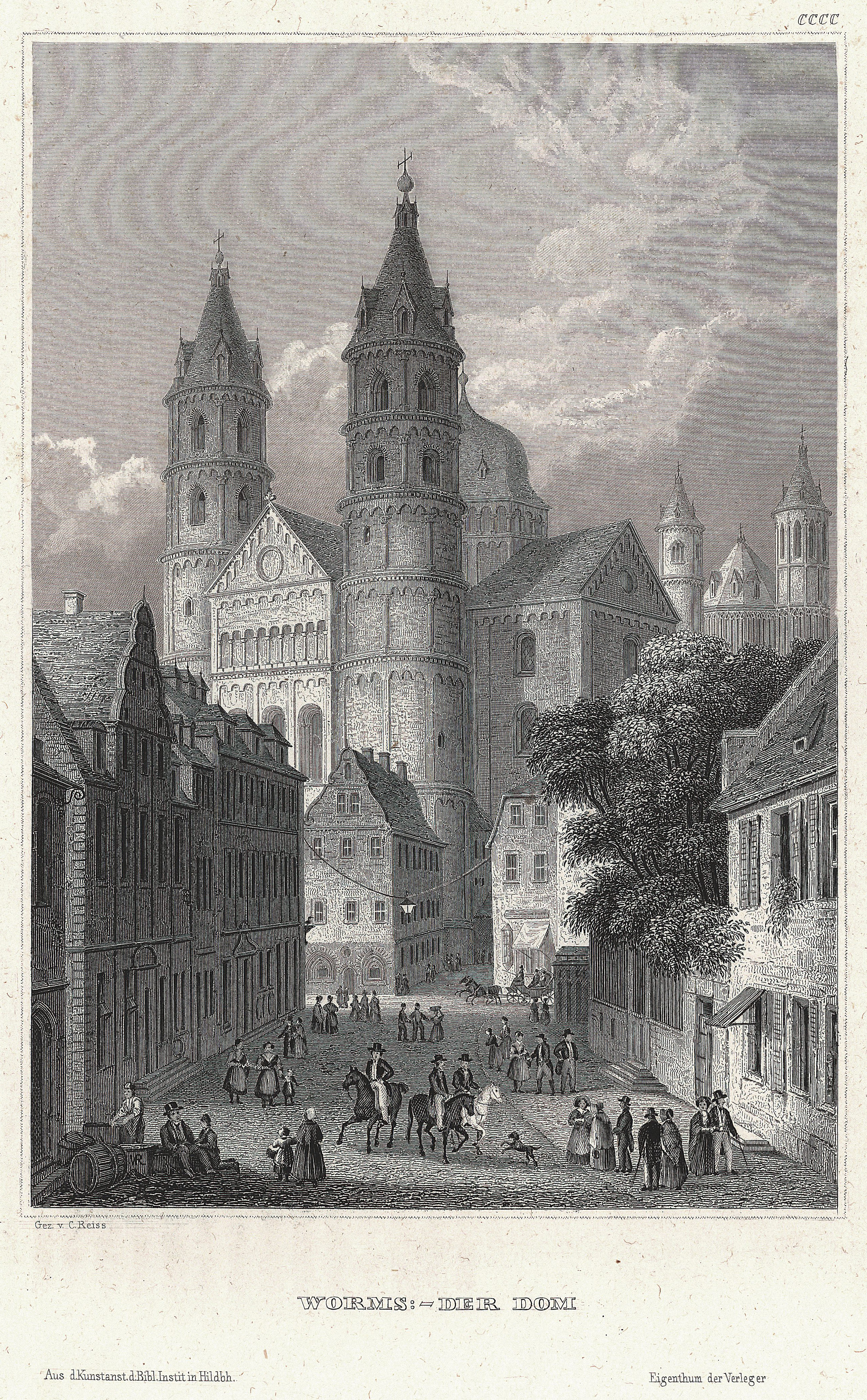
Teilansicht, 1842

Der Wiederaufbau des Doms wurde von den Truppen der französischen Revolution zunichtegemacht. Ende des Jahres 1792 wurden Speyer, Worms, Mainz und Frankfurt von den Revolutionstruppen erobert. Der Dom diente nunmehr als Pferdestall und Lagerhalle. Zwischen 1818 und 1830 wurde der Kreuzgang abgerissen, seine Steine wurden versteigert.

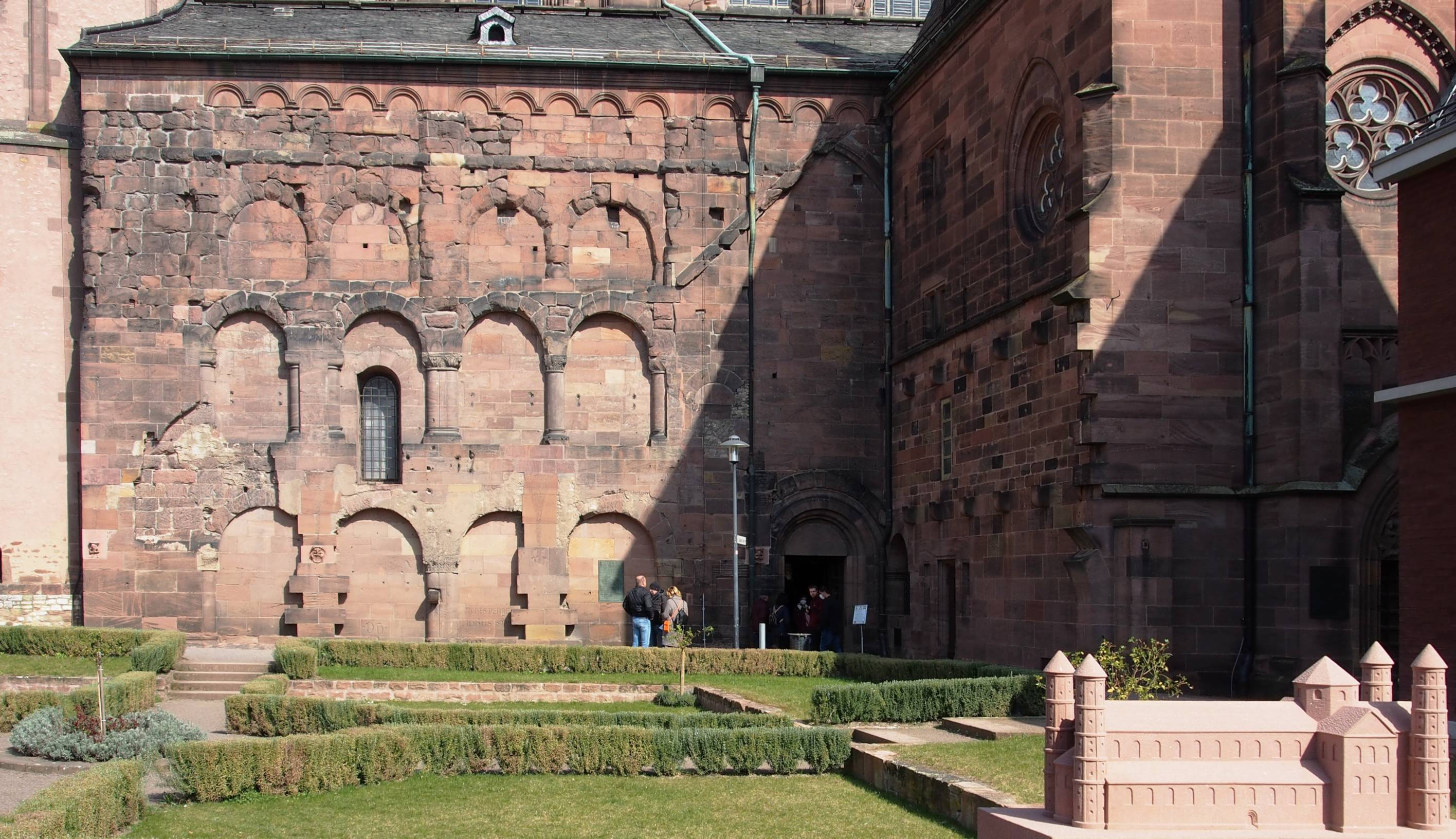
Rest des Kreuzganges

### Renovierungen ab Mitte des 19. Jahrhunderts
Im Laufe des 19. Jahrhunderts zeigten sich zunehmend Schäden an dem Bauwerk, die sogar die Standsicherheit einiger Bauteile in Frage stellten. Ignaz Opfermann (1799–1866), zunächst Provinzialbaumeister für Rheinhessen, später Kreisbaumeister des Kreises Mainz, nahm ab 1859 eine erste Sicherung vor. Er ersetzte die barocke Welsche Haube über der östlichen Vierungskuppel in Analogie zur westlichen Vierungskuppel durch ein polygonales Dach. Den Westchor versah er außen mit eisernen Zugankern. Das Ergebnis befriedigte weder ästhetisch noch technisch: Das Eisen rostete, die Gewölbe rissen und die Rosette verformte sich zu einem Oval.
Ab 1886 wurde – jahrelang – über die Beseitigung der Schäden diskutiert, 1892 die Fundamente gründlich untersucht. Dabei stellte sich heraus, dass die Fundamente des Doms im Osten fast auf der festen Kiesschicht der Rheinschotter standen, während sie nach Westen in eine stetig zunehmende Lössschicht, die sich bei Feuchtigkeit verschieben konnte, gebettet waren. Karl Hofmann, damals Stadt- und Dombaumeister in Worms, schlug deshalb vor, den Westchor einschließlich der Kuppel zwischen beiden Westtürmen komplett abzutragen, neue Fundamente zu legen und das Gebäude darauf neu zu errichten. Das missfiel aber dem Kunstrat, einem die Maßnahme begleitenden Expertengremium. Es dauerte deshalb bis 1901, bis sich Karl Hofmann mit der von ihm vorgeschlagenen „Radikalkur“ durchsetzen konnte: Der Westchor und das westlichste Langhausjoch wurden abgetragen und ein Beton-Fundament neu bis auf den Kies hinabreichend erstellt, die mittelalterlichen Fundamente damit ummantelt und der Beton mit Eisen armiert. Bei der Sanierung wurde im Innern der Wand des Westchors in drei unterschiedlichen Höhen umlaufende Kanäle entdeckt, die ursprünglich hölzerne Ringanker enthalten hatten, die sich aber inzwischen völlig zersetzt hatten. Sie wurden beim Wiederaufbau durch Eisenbeton ersetzt. Das westliche Langhausjoch wurde in Bimsbeton neu aufgeführt. Ebenfalls durch Eisenbeton ersetzt wurden Gewölbe und Dachaufbau der östlichen Vierungskuppel.
Beim Wiederaufbau wurde großer Wert darauf gelegt, möglichst viele originale Steine wiederzuverwenden. Bei der äußeren Mauerschale war dies in so großem Umfang möglich, dass auch heute noch bis auf einen kleinen Teil die alten Steine an ihren ursprünglichen Stellen sitzen. Auf der Innenseite mussten dagegen großflächig Steine ausgewechselt und originalgetreu rekonstruiert werden. Der kühne gekröpfte Dienstverlauf um das zentrale Rosettenfenster herum wurde nicht erneuert, da er als statisch bedenklich eingeschätzt wurde. Heute verlaufen die Dienste auch hier senkrecht und beschneiden die Fensterrose deutlich.
Die umfangreichen Renovierungen umfassten auch den Neubau der Nikolauskapelle, die Sanierung des gesamten Fußbodens, den Ersatz der Gewölbe in Ostchor und Teilen des Querhauses durch Beton und die Einrichtung einer völlig neuen Krypta für die Saliergräber unter dem Hochchor. Erst 1935 waren all diese Arbeiten abgeschlossen.

### Zweiter Weltkrieg, 1945
Bei den verheerenden Bombenangriffen am 21. Februar und 18. März 1945 wurde der Dom erheblich beschädigt. Zwar brannten die Dächer ab, die (nach 1698 erneuerten) Gewölbe blieben jedoch intakt. Die Ausstattung wurde nicht in Mitleidenschaft gezogen.
Beim Wiederaufbau des Dachstuhls wurde Stahlmaterial der 1945 gesprengten Rheinbrücke Gernsheim wiederverwendet.

## Architektur

### Außenbau
Der Wormser Dom ist eine doppelchörige Pfeilerbasilika im gebundenen System mit einem Querschiff. Ein Zentralturm befindet sich auf der Vierung, ein weiterer auf dem westlichen Chor. Beide Choranlagen sind flankiert von je zwei runden Chorflankentürmen. Drei dieser Türme sind abgesehen von den erst im 13. Jahrhundert aufgesetzten obersten Geschossen romanisch, der Nordwestturm stürzte 1421 ein und wurde danach zwar in romanischen Proportionen, jedoch mit gotischen Fenstern und Zierformen wiederaufgebaut.
Der Ostchor schließt in der Fassade rechteckig, innen aber rund. Der westliche Chor hat einen polygonalen 5/8 Schluss, bildet fünf Seiten eines Achtecks. Obwohl romanisch gestaltet in einer Zeit, da in Frankreich schon gotisch gebaut wurde, bildet der Wormser Dom mit diesem Polygonalschluss einen Beitrag zur Gotik. Die ersten gotischen Bauten in Frankreich hatten runde Abschlüsse von Chorräumen und Kapellen, ein Überbleibsel der Romanik. Polygonale Raumgrenzen waren für die gotische Vorliebe, Wände in Kraftlinien zu zerlegen, wesentlich besser geeignet. So setzten sich in der Gotik polygonale Raumabschlüsse dann auch durch.
Licht erhält der Westchor durch mehrere Rosettenfenster. Die kleineren sind in einer Weise gegliedert, die sich schon in romanischen Bauten vor Mitte des 12. Jahrhunderts findet, das Maßwerk der großen ist deutlich gröber als das der gut 30 Jahre jüngeren Westrosen der Kathedrale Notre-Dame de Paris und des Bremer Doms.

### Innenraum
Die Westapsis ist mit einer ungegliederten aber schon leicht gespitzten Halbkuppel gedeckt. Das anschließende Chorquadrum erhielt um 1140 ein leicht gespitztes Kreuzrippengewölbe mit Bandrippen von grobem rechteckigem Querschnitt. Ähnliche Rippen, aber rundbogig verlaufend, haben die Querhausarme des Speyerer Doms; dort sind sie aber jünger, weil das Querhaus nach einem Brand von 1159 neu eingewölbt werden musste.
Das Langhaus ist verschieden eingewölbt. Die Seitenschiffe haben rundbogige Kreuzgratgewölbe. Das Mittelschiff ist mit spitzbogigen Kreuzrippengewölben gedeckt, deren Bandrippen aber in drei aneinander liegende Rundformen aufgelöst sind, wie man es in Nordfrankreich sowohl in späten romanischen als auch in gotischen Bauten findet. Das Polygon des Westchors hat zwar Rippen mit einem Querschnitt aus mehreren Rundungen, aber sein Höhenrelief nutzt sie nicht als Träger einer Schirmkuppel, sondern ist eine an den Ecken des Polygons gebrochene Halbkuppel.
Die Arkaden zwischen Mittelschiff und Seitenschiffen sind wie die Fenster noch konsequent rundbogig, ebenso das Blendtriforium, das hier im Unterschied zum Mainzer Dom vollständig als Wandrelief gestaltet ist.

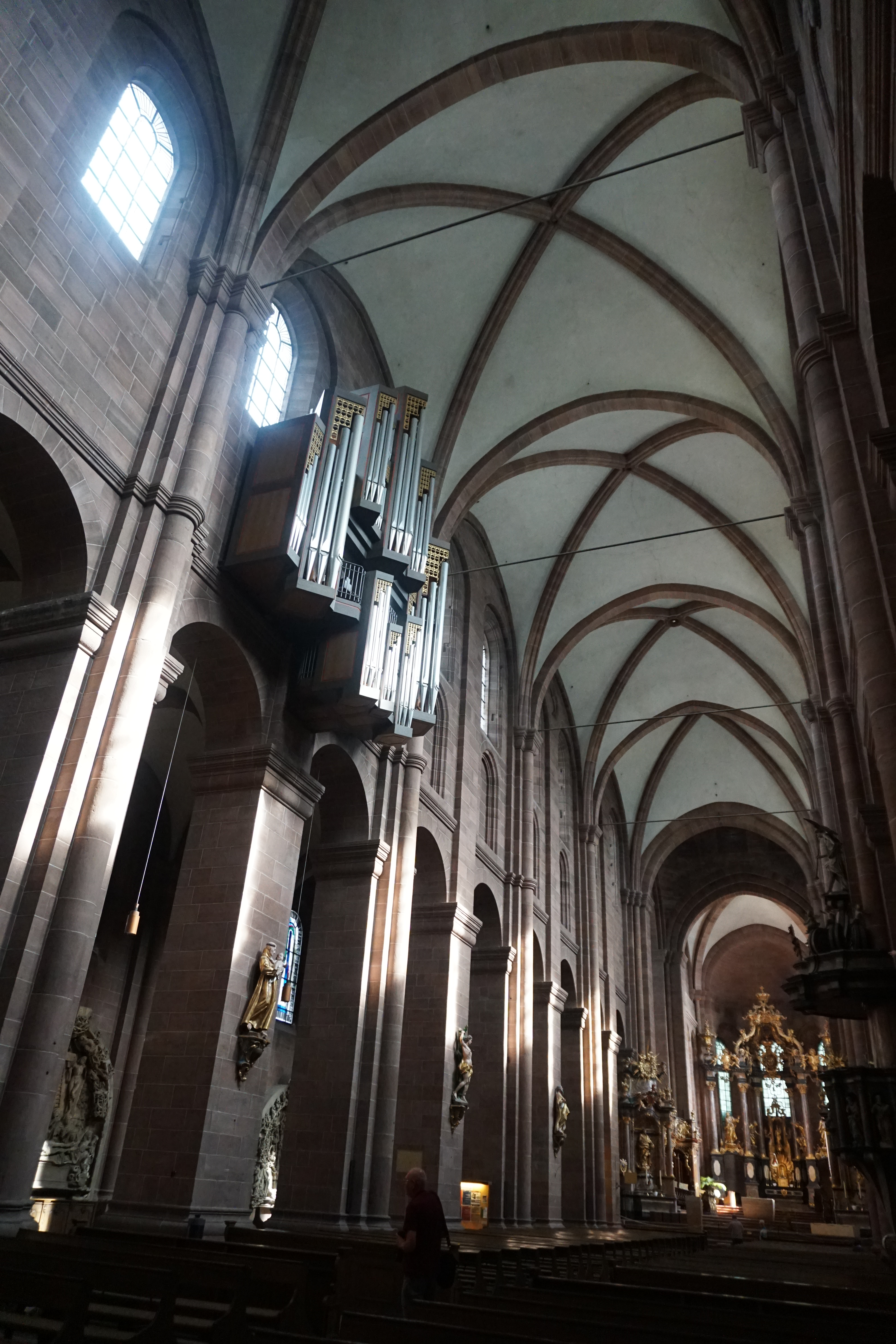
Mittelschiff nach Osten
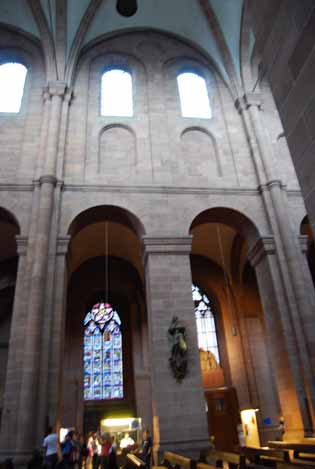
Obergaden, einfaches Blend-Triforium, Seitenschiff mit gotischen Fenstern
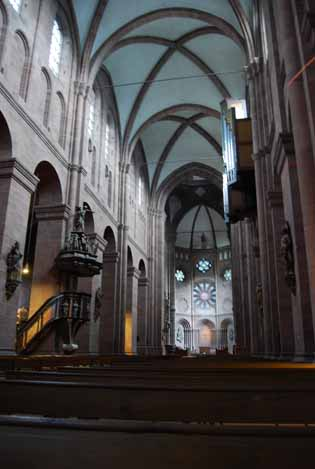
Mittelschiff nach Westen
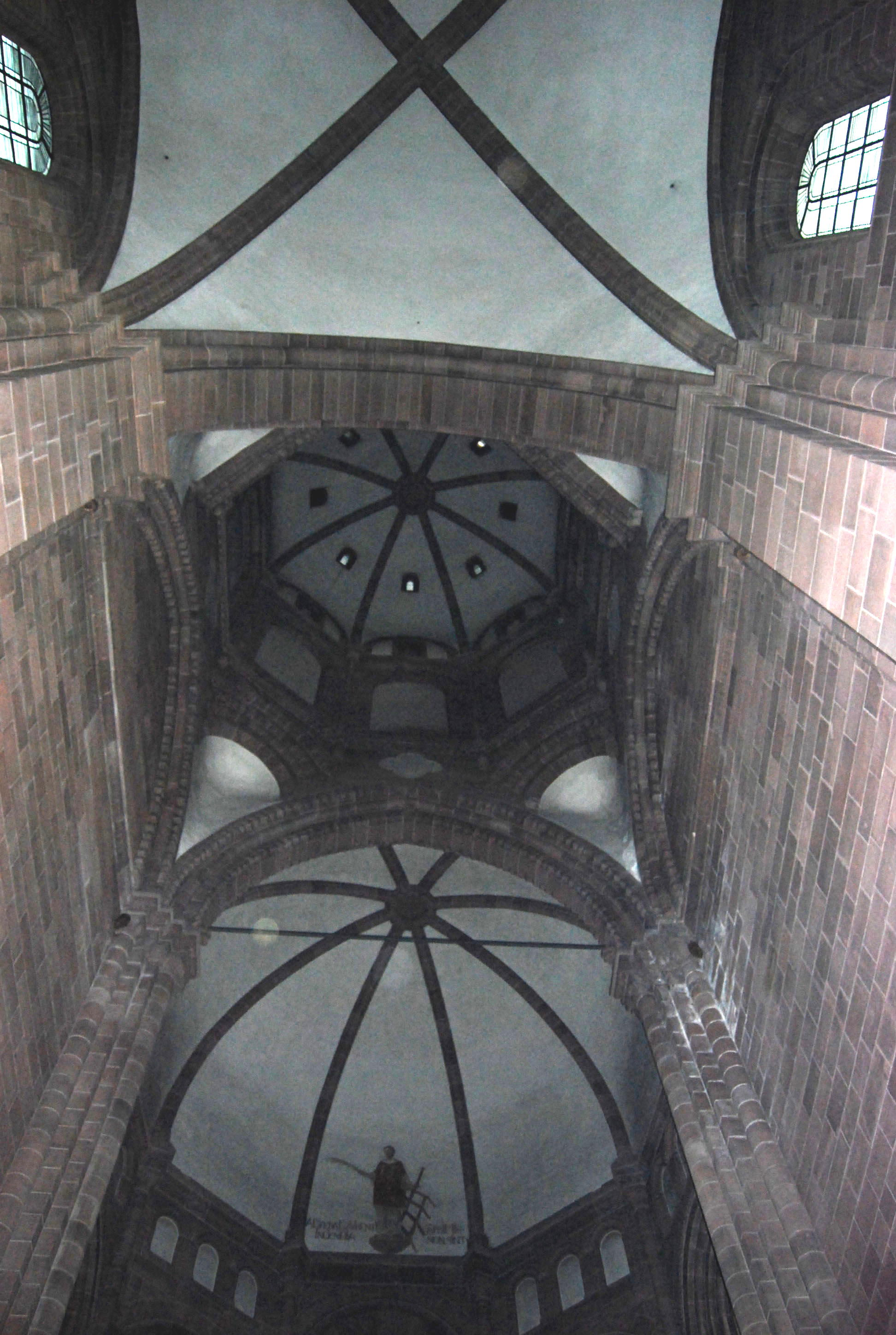
Westliche Vierung und Westchor
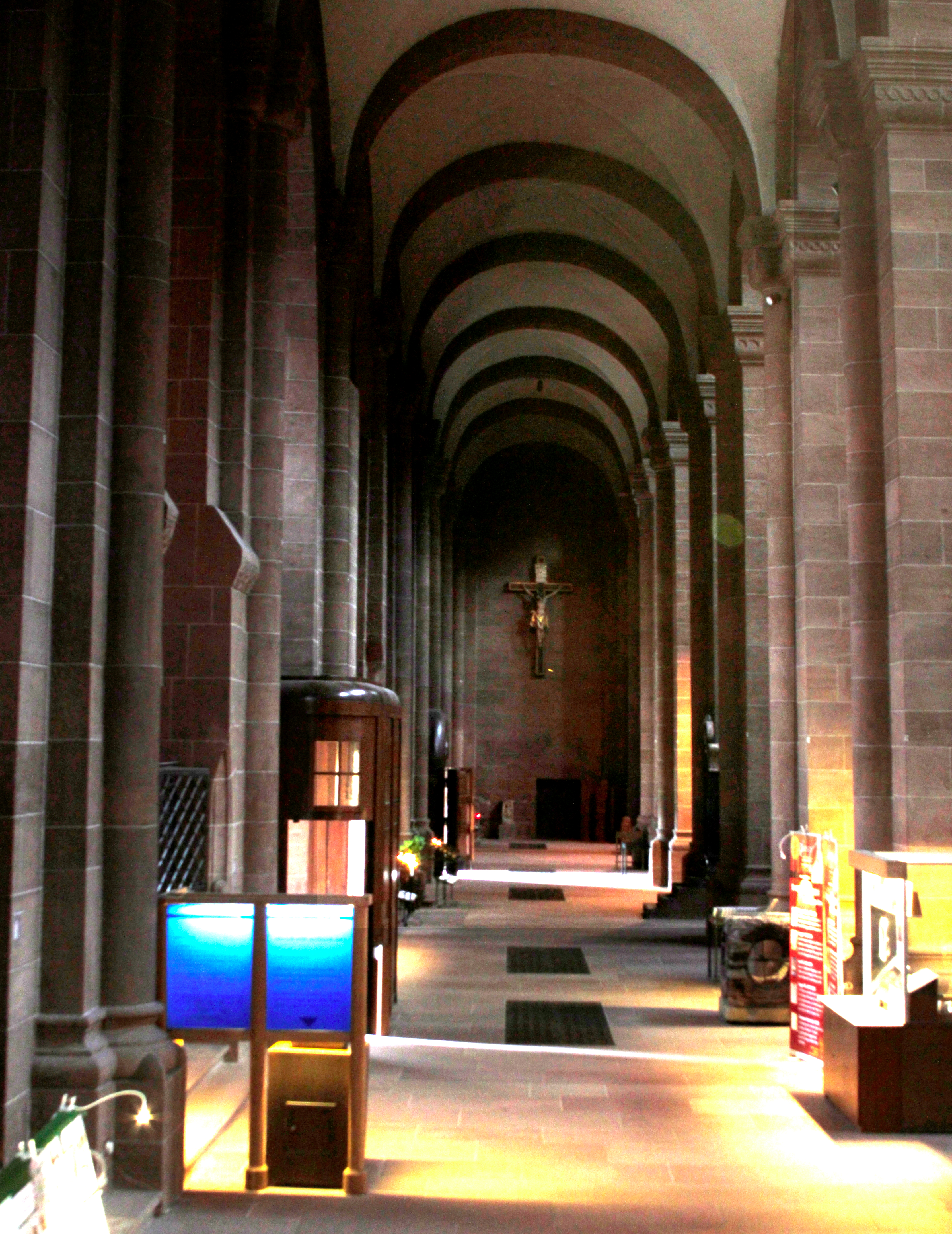
Seitenschiff

### Glasfenster
Von den mittelalterlichen Glasfenstern ist durch die Explosion des Oppauer Stickstoffwerkes vom 21. September 1921 keines mehr erhalten geblieben.
Die zeitgenössische Verglasung des Domes ist recht vielfältig. Bis heute weisen einzelne Fenster noch eine Notverglasung (klare oder Milchglas-Scheiben) auf. Besonders in den Kapellen wurden im Laufe der Jahre jedoch anspruchsvolle moderne Bildfenster geschaffen: Die farbigen Glasfenster von Heinz Hindorf in der Nikolauskapelle und jene der Marienkapelle, die das Marienleben und die 14 Nothelfer zum Thema haben (1986–1988). Das Geschichtsfenster (1992) in der Georgskapelle schildert in zwanzig Szenen die Wormser Bistumsgeschichte vom ersten angenommenen Bischof Victor 345 bis zur Zerstörung der Stadt im Zweiten Weltkrieg. Ungewöhnliche politische Stellungnahmen finden sich mit der Darstellung des Kernkraftwerks Biblis als „Turmbau zu Bablis“ in einer Reihe von Beispielen menschlicher Sündhaftigkeit und einen SA-Mann mit Hakenkreuzbinde, der einen Juden abschiebt.

### Der Dom als Grablege

#### Sarkophage in der Gruft
Vier Saliergräber waren im Altarraum schon in fränkischer Zeit vorhanden und wurden überbaut; fünf weitere folgten bis zum Jahr 1046. Es sind Gräber der Vorfahren und Angehörige von Kaiser Konrad II.:

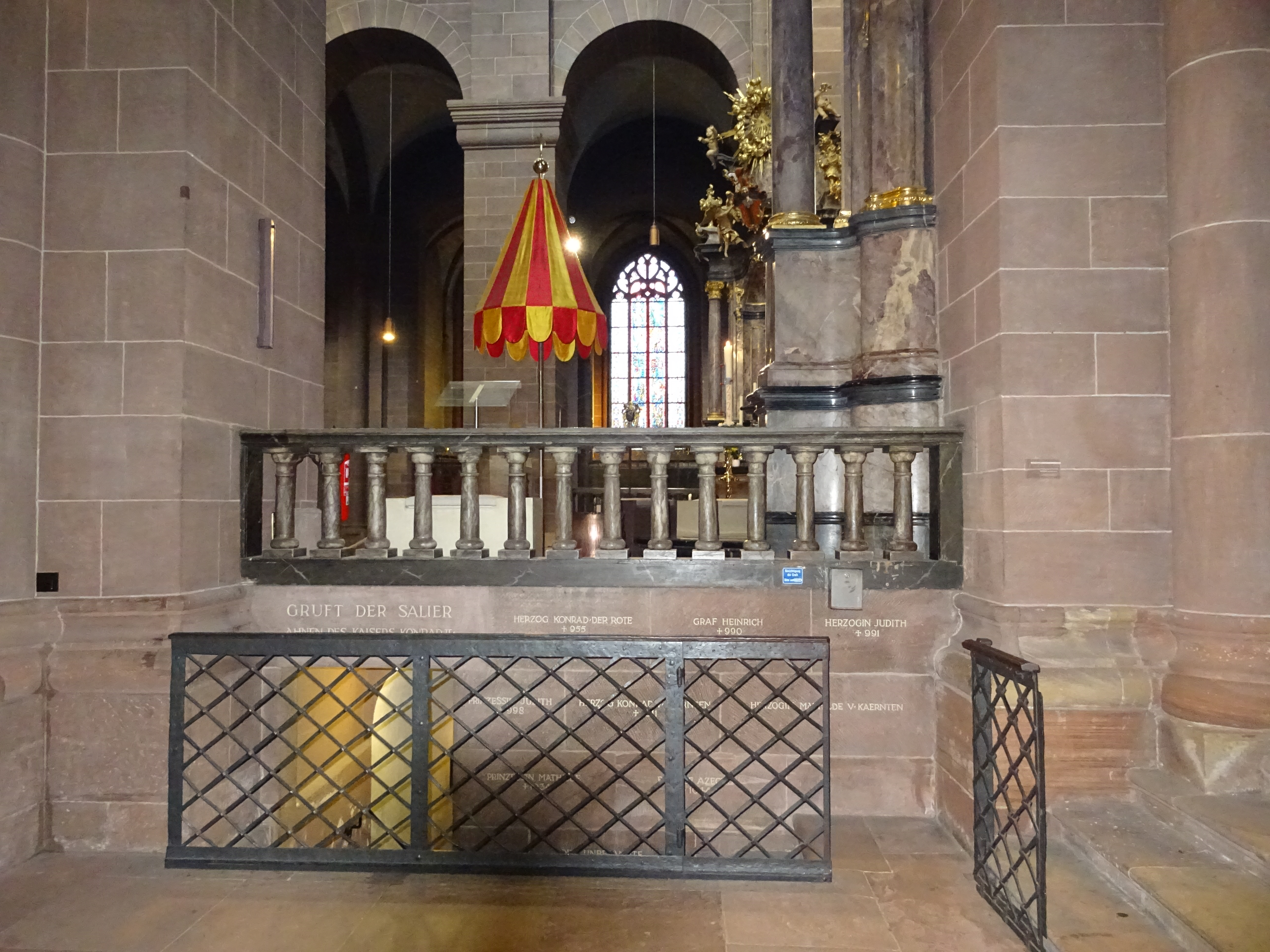
Eingang (Treppe) zur Saliergruft

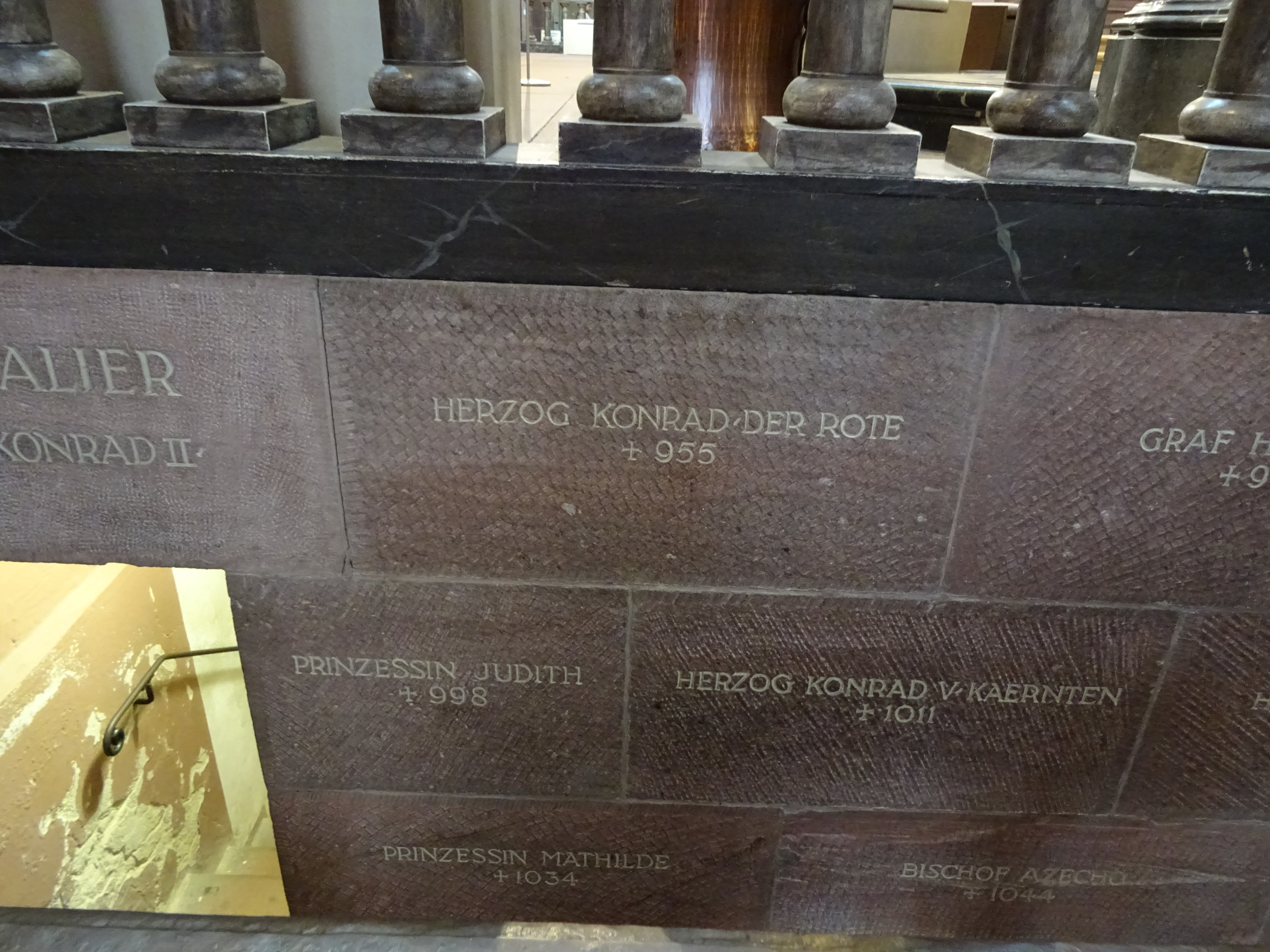

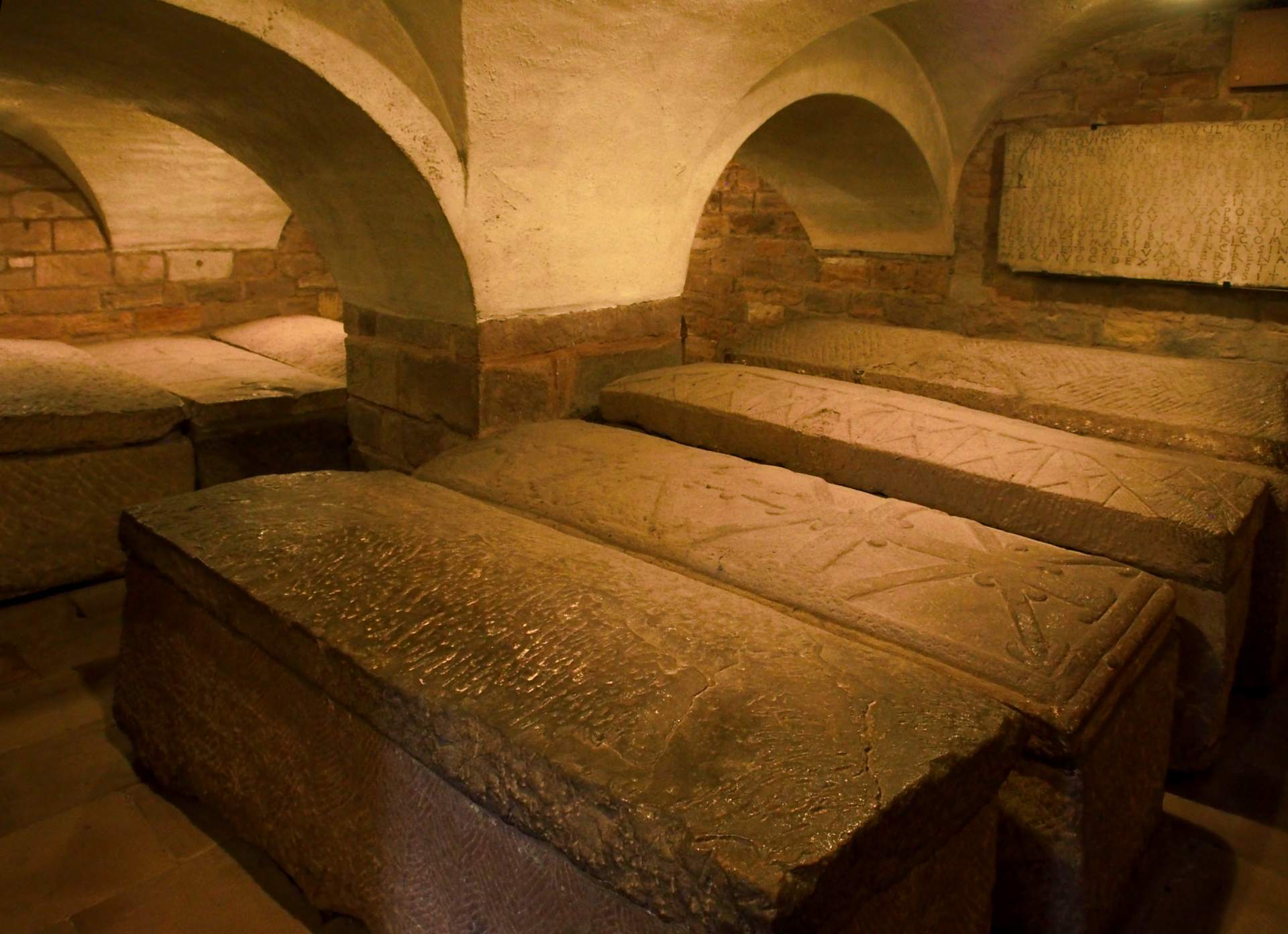
Saliergruft

1. Konrad der Rote, Herzog von Lothringen (Urgroßvater) † 955, (gefallen in der Schlacht auf dem Lechfeld)
2. Judith, Herzogin von Kärnten (Großmutter) † 991,
3. Heinrich, Graf im Wormsgau (Vater) † 990/991,
4. Judith (Schwester) † 998,
5. Konrad I., Herzog von Kärnten (Onkel) † 1011,
6. dessen Gemahlin Mathilde † 1031/32,
7. Mathilde von Franken; † 1034 (1046 nach Worms überführt),
8. Konrad II., Herzog von Kärnten (Cousin, Sohn von Konrad I.) † 1039,
9. Bischof Azecho, Nachfolger Bischof Burchards; † 1044.

Die Sarkophage stehen seit dem Beginn des 20. Jahrhunderts in einer eigens dafür geschaffenen, zugänglichen Gruft.
Weil das Fußbodenniveau des Querhauses und des Ostchores über sechs Meter aus dem Erdreich herausragt, muss man annehmen, dass eine Krypta vorhanden war.
Siehe auch: Stammlisten der Sieghardinger und Salier

#### Epitaphien

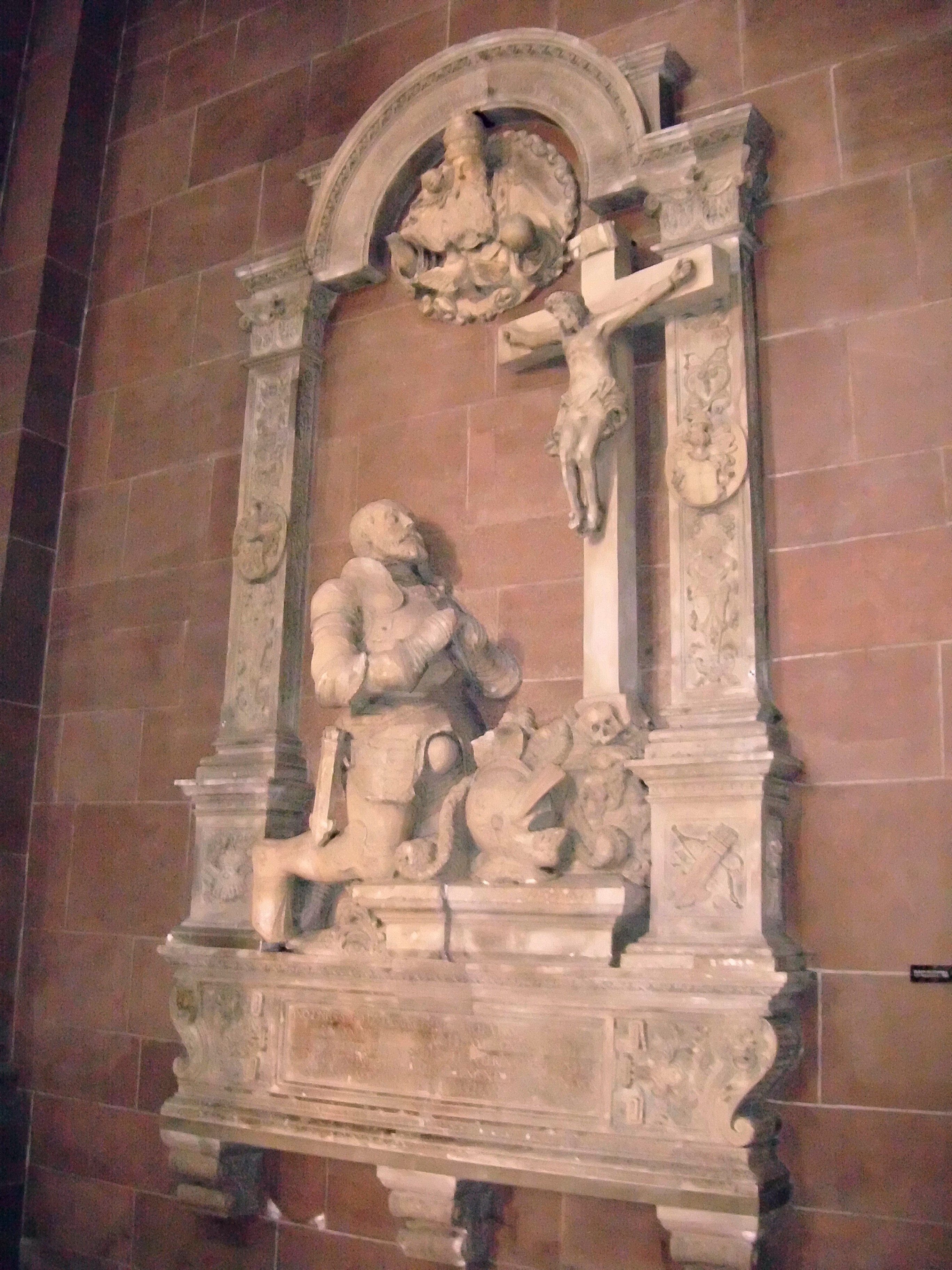
Grabmal des Domherrn Eberhard von Heppenheim genannt vom Saal († 1559)

Im Dom befindet sich eine Vielzahl von Grabdenkmälern, Epitaphien und Grabplatten. Sie stammen u. a. von:
- Reinbold Beyer von Boppard († 1364), Domkustos in Worms, Bruder des Bischofs Dietrich Bayer von Boppard († 1384)
- Dietrich von Bettendorf (1518–1580), Domdekan und Bischof von Worms
- Wilhelm von Efferen (1563–1616), Bischof von Worms
- Eberhard von Heppenheim genannt vom Saal († 1559), Domherr, Neffe des Speyerer Domdekans Johannes von Heppenheim genannt vom Saal († 1555)
- Franz Rudolph von Hettersdorf (1675–1729), Domkapitular und Stifter des Nikolausaltares
- Johann Adam von Hoheneck († 1731), Domdekan in Worms
- Johann Franz Jakob Anton von Hoheneck (1686–1758), Domkapitular in Worms, Domdekan in Mainz
- Landolf von Hoheneck († 1247), Bischof von Worms, späteres Epitaph von 1756
- Franz Carl Friedrich von Hohenfeld (1696–1757), Domdekan
- Christoph Joest von Ketteler (1661–1735), Domkapitular
- Philipp von Rodenstein (1564–1604), Bischof von Worms
- Georg von Schönenberg (1530–1595), Bischof von Worms, stiftete für seine Grabstätte den Georgsaltar

(im Außenbereich beim ehemaligen Kreuzgang)
- Burchard II., auch Bucco oder Buggo († 1149), Bischof von Worms und Erbauer des Dom-Ostwerks

### Nikolauskapelle

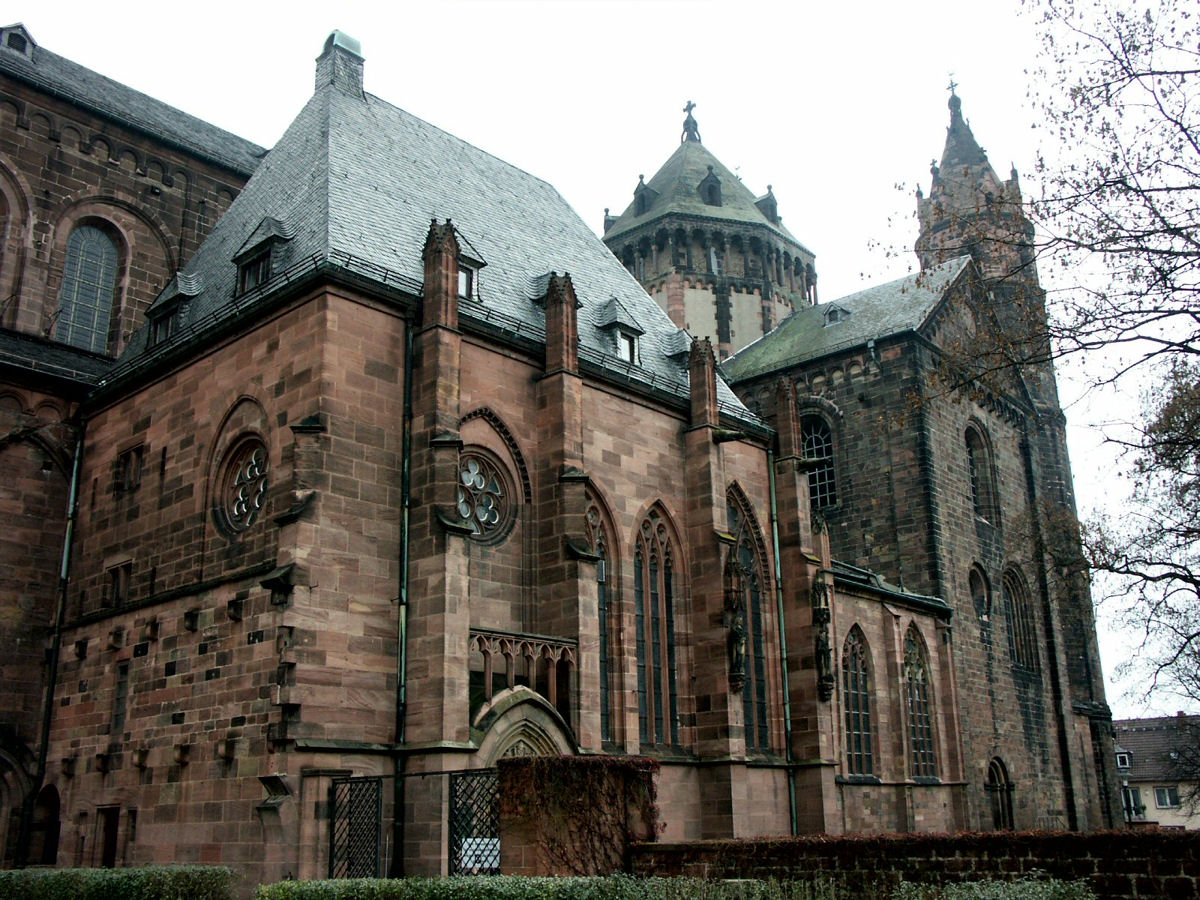
Nikolauskapelle von Südwesten

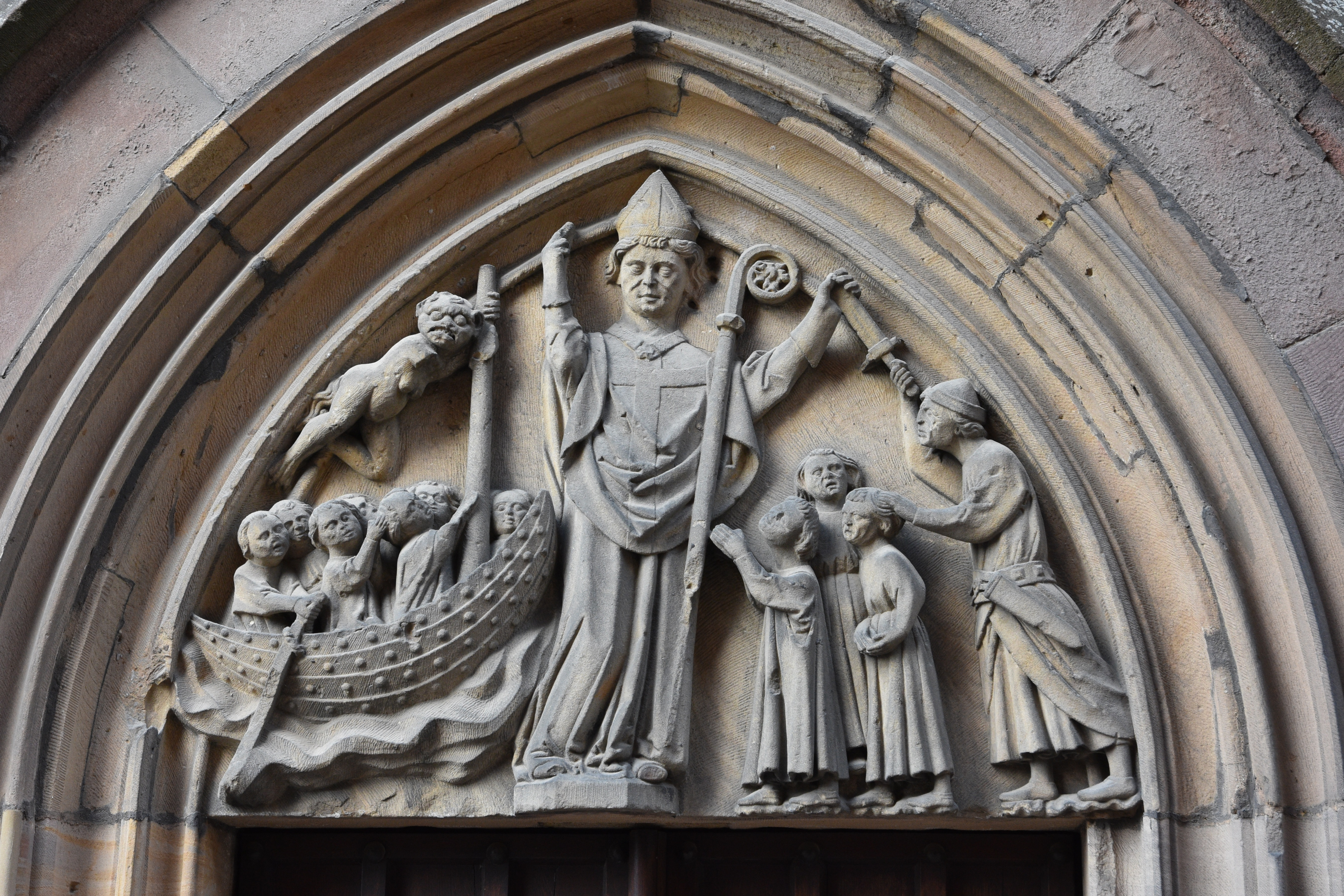
Eingangsportal der Nikolauskapelle

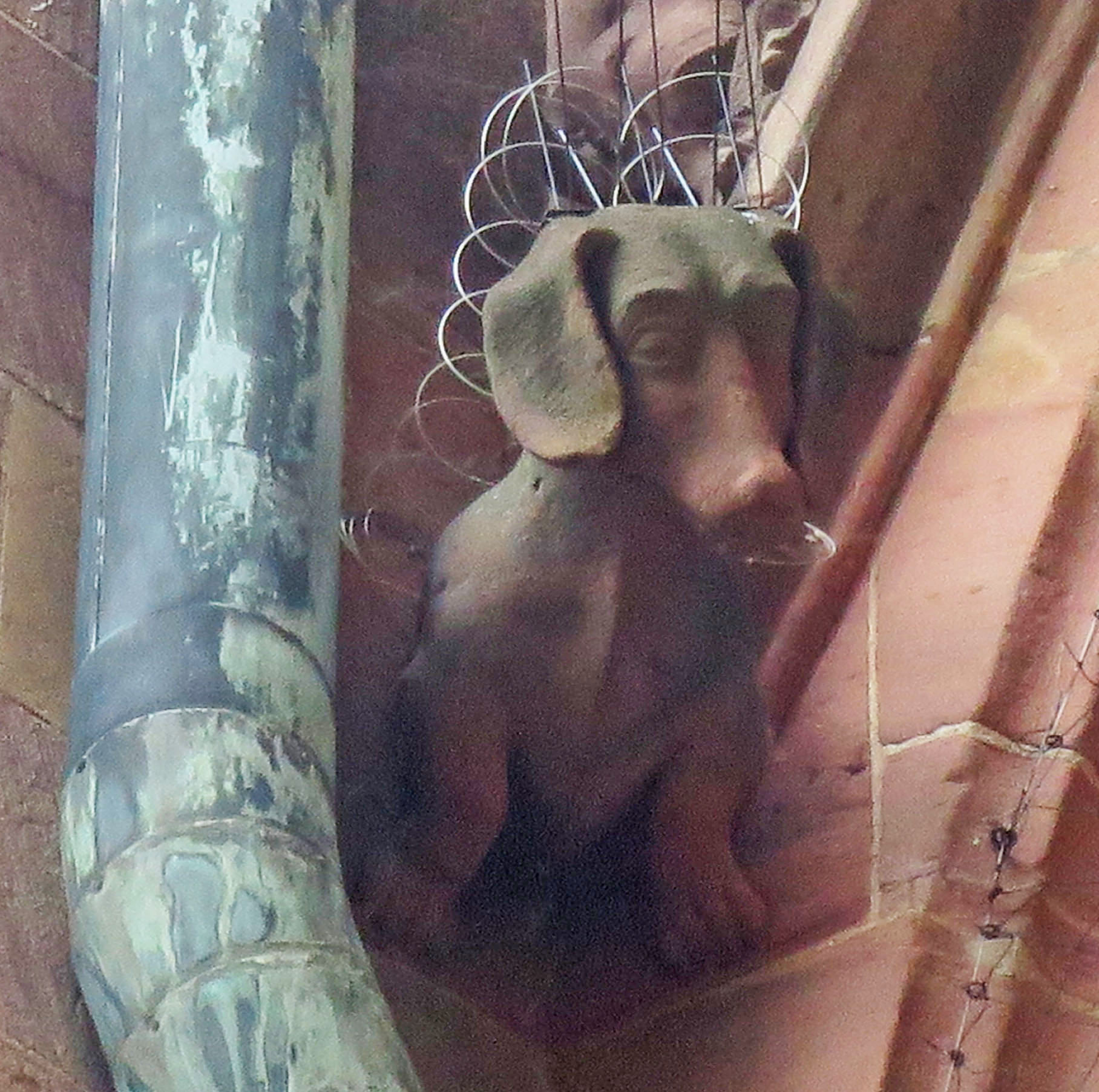
Dackel-Skulptur an der Ostfassade der Nikolauskapelle

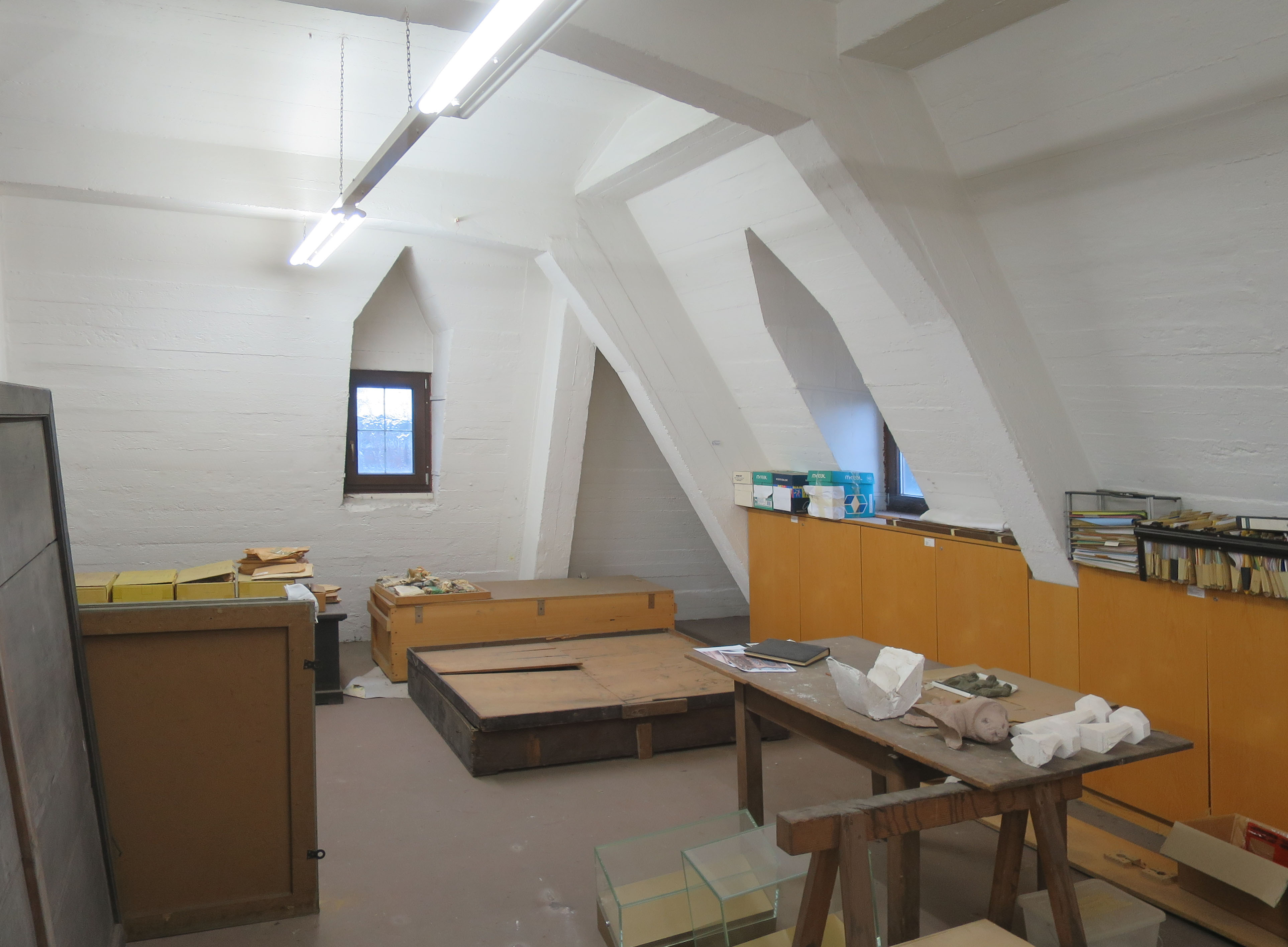
Moderne Subkonstruktion aus Beton unter dem Dach der Nikolauskapelle

Im Zuge des dritten Dombaues wurde an sein südliches Seitenschiff eine romanische Kapelle zu Ehren des Hl. Nikolaus von Myra angefügt und 1058 geweiht. Sie hatte eine Abmessung von etwa 3,00 × 4,00 m und eine leicht eingezogene, halbrunde Apsis. Die Weiheinschrift der Kapelle und das Tympanon des ehemaligen Zuganges vom Dom aus, mit einer der ältesten bekannten Darstellungen des Hl. Nikolaus, sind erhalten. Offenbar diente sie als Aufbewahrungs- und Verehrungsort einer Reliquie des Heiligen, die der Dom – laut Überlieferung – von Kaiserin Theophanu aus Byzanz anlässlich ihrer Hochzeit mit Kaiser Otto II. im Jahre 972 erhielt. Der Jesuit und Bollandist Daniel Papebroch (1628–1714) hat die ursprüngliche Wormser Nikolausreliquie 1660 noch selbst gesehen. Er beschreibt sie als Fingerknochen des Heiligen, die zu seiner Zeit in der Domsakristei aufbewahrt wurde, früher jedoch in ihrer eigenen Kapelle verwahrt worden sei. Außerdem bezeugt er, dass die Wormser Reliquie stets etwas Öl absonderte, wie dies beim Leib des Hl. Nikolaus in Bari noch heute geschieht. Papebroch belegt auch ein damals hier noch vorhandenes, kostbares Weihegeschenk der Königin Konstanze von Sizilien († 1198) an den Hl. Nikolaus. Die alte Nikolausreliquie des Wormser Domes ist bei den Zerstörungen im Pfälzischen Erbfolgekrieg verloren gegangen. Zu Ende des 20. Jahrhunderts konnte eine neue beschafft werden, die sich, in einem modernen Reliquiar, wieder in der Nikolauskapelle befindet.
An Stelle der ersten, romanischen Nikolauskapelle wurde zwischen 1280 und 1315 in gotischem Stil die heutige, größere und zweischiffige Nikolauskapelle errichtet. Sie liegt unmittelbar westlich des Südportals des Doms und ist baulich und stilistisch mit dem Südportal verzahnt. Die Kapelle lag ursprünglich an der nordöstlichen Ecke des unmittelbar westlich anschließenden Kreuzgangs und bildete hier zur Hälfte von dessen Länge die Rückwand. Der Kreuzgang wurde 1830 abgetragen.
Im 17. und 18. Jahrhundert diente die Nikolauskapelle dem Jesuitenkolleg Worms als Kirche.
Als die große Restaurierung des Dom-Westchores im Frühjahr 1914 abgeschlossen war, begannen sofort die Arbeiten, um die statisch gefährdete Nikolauskapelle wiederherzustellen. Mehrfach unterbrochen vom Ersten Weltkrieg und den anschließenden Wirtschaftskrisen zogen sich die auch technisch sehr anspruchsvollen Arbeiten bis 1930 hin. Die Kapelle wurde dazu vollständig abgetragen, anschließend der Untergrund einer archäologischen Ausgrabung unterzogen. Hier wurden Kellerräume geschaffen, die die Heizung für den gesamten Dom aufnahmen. Die Ostseite der Kapelle mit dem kleinen Chor wurde anschließend mit wenigen, kleineren Änderungen unter Austausch und Ergänzung beschädigter und fehlende Teile aufgebaut wie zuvor. Die Südwand wurde umgestaltet. Das heute dort gelegene Eingangsportal wurde eingebaut, sein Tympanon stammt aber von dem ursprünglichen Portal, das die Kapelle früher mit dem Kreuzgang verband. Fenster wurden ergänzt. Völlig neu gestaltet ist der westliche Abschnitt der Kapelle. Sie wurde hier um ein halbes Joch nach Westen verlängert, der Abzugsschacht für die Heizung eingebaut und eine Treppe, die in das Dachgeschoss führt. Hier ist das Domarchiv St. Peter Worms untergebracht. Hauptverantwortlicher für die Sanierung der Nikolauskapelle war Philipp Brand. An der Ostfassade der Nikolauskapelle befindet sich die Skulptur eines Dackels. Während der umfassenden Sanierung des Bauteils in den 1920er und 1930er Jahren ersetzte sie eine verlorengegangene mittelalterliche Figur. Modell soll der Dackel von Philipp Brand gestanden haben.
Die Ausstattung der Nikolauskapelle besteht heute aus Stücken, die sämtlich nicht ursprünglich für diesen Raum bestimmt waren: Der gotische Schnitzaltar stammt aus Süddeutschland und wurde erst vor einigen Jahrzehnten angekauft. Der spätgotische Taufstein befand sich ursprünglich in der Johanneskirche, die im 19. Jahrhundert abgetragen wurde. Er wird von Löwen getragen und zeigt im steinernen Astwerk Johannes den Täufer und Propheten. Der gotische Dreijungfrauenstein mit seiner beinahe lebensgroßen Darstellung stammt aus dem nahe westlich des Doms gelegenen, ebenfalls abgebrochenen Bergkloster. Diese gekrönten Jungfrauen, die drei Beten, halten je ein Buch und einen Federkiel zum Schreiben in ihren Händen. Die Inschriften nennen die Namen: Embede, Warbede und Willebede. Die intensiv blau-rot gefasste moderne Verglasung taucht den Kapellenraum in ein fast mystisch wirkendes Dämmerlicht. Im stark erhöhten Dach der Kapelle sind die Sammlung ausgetauschten Bauschmucks und dessen Abgüsse untergebracht, der Keller beherbergt die Zentralheizung des Doms. Die Kapelle dient heute häufig als Taufkapelle des Doms oder für Werktagsgottesdienste und hat somit weitgehend die Funktionen der alten Johanneskirche übernommen.

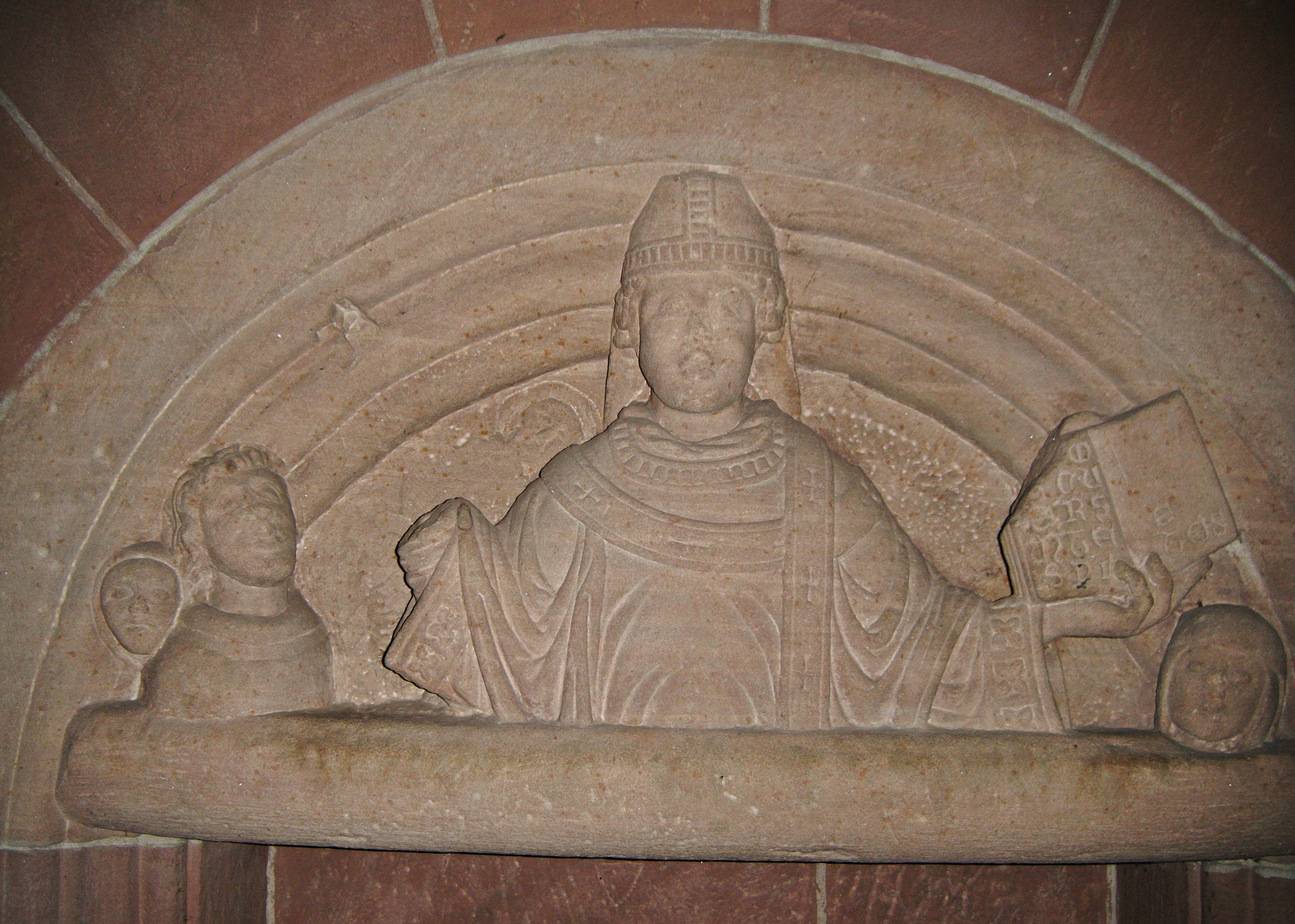
Romanisches Nikolaustympanon
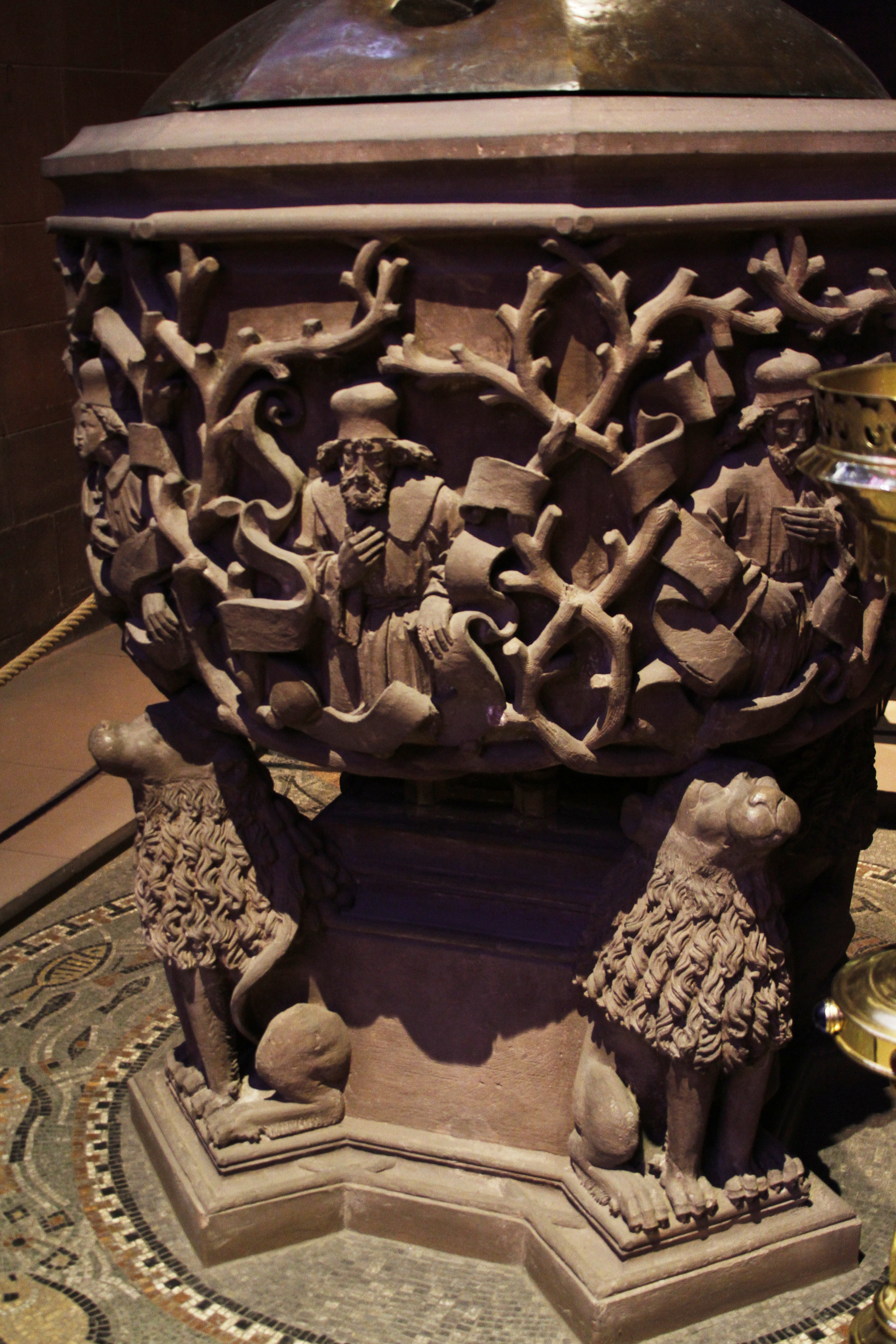
Taufstein in der Nikolauskapelle
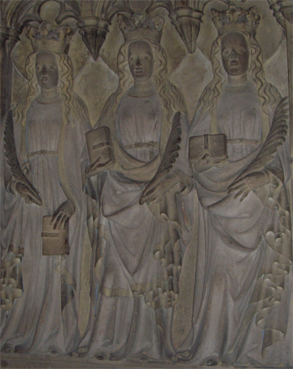
Dreijungfrauenstein: Embede, Warbede und Willebede.
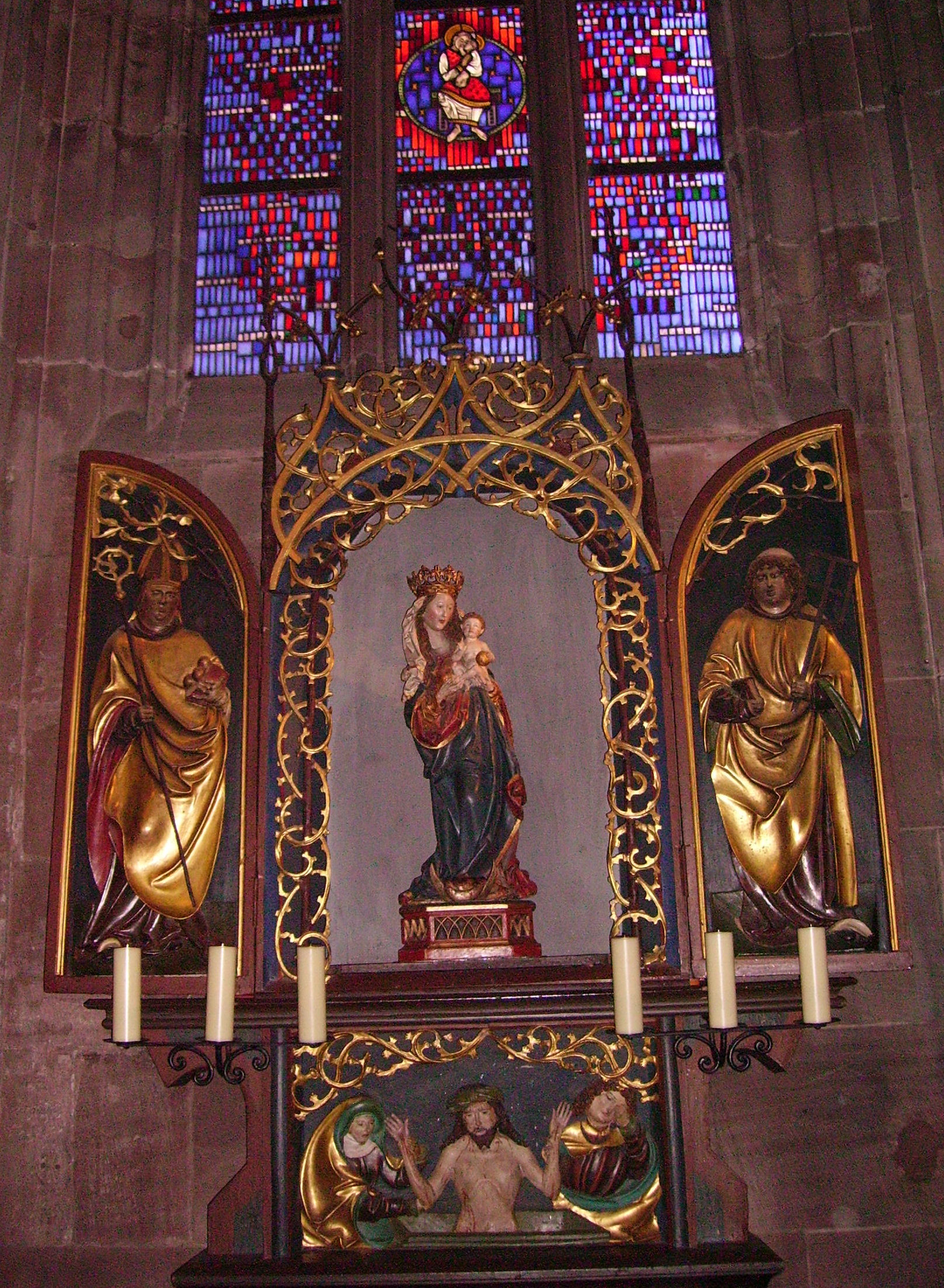
Marienaltar, gotisch und geschnitzt

### Hochaltar

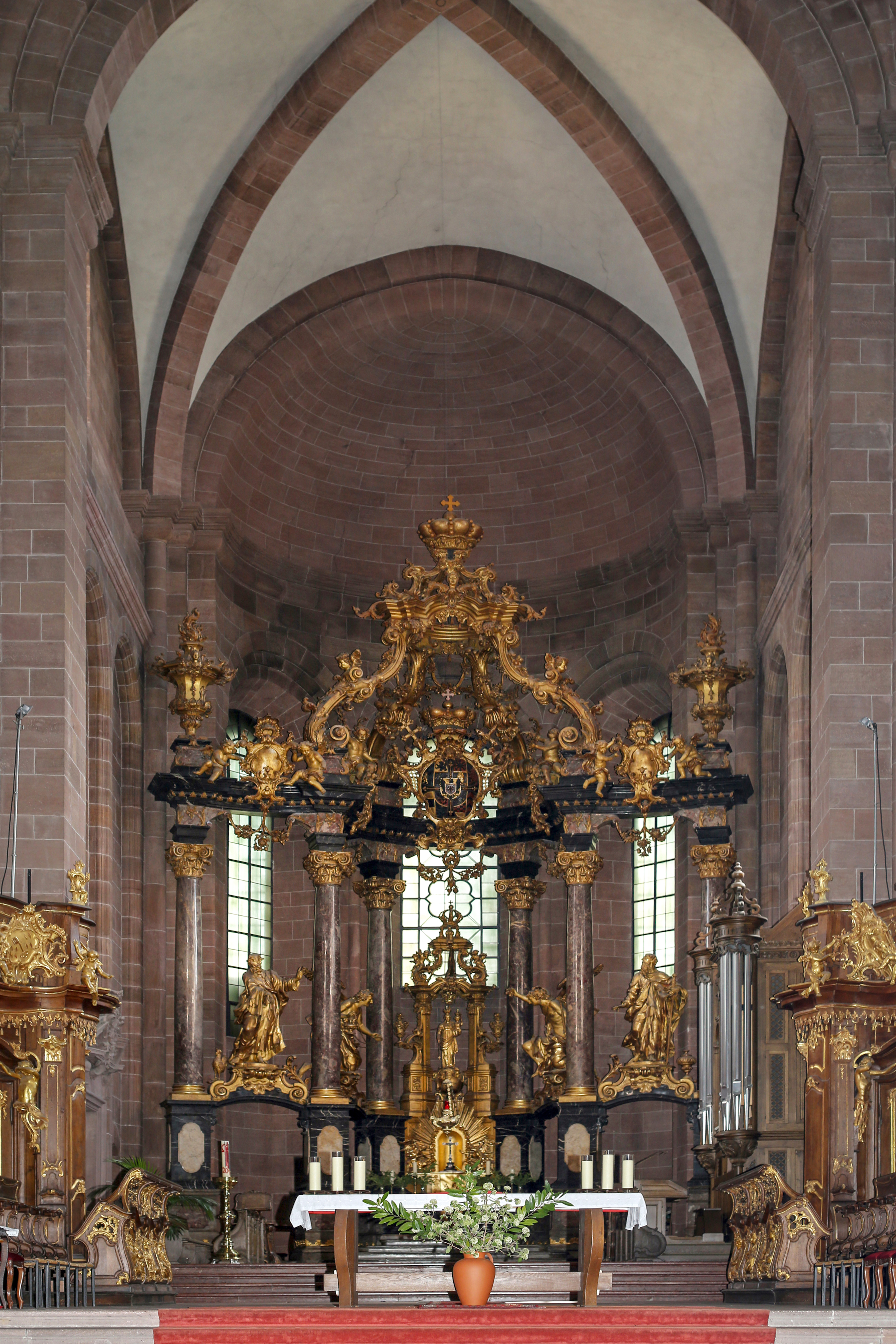
Hochaltar von Balthasar Neumann

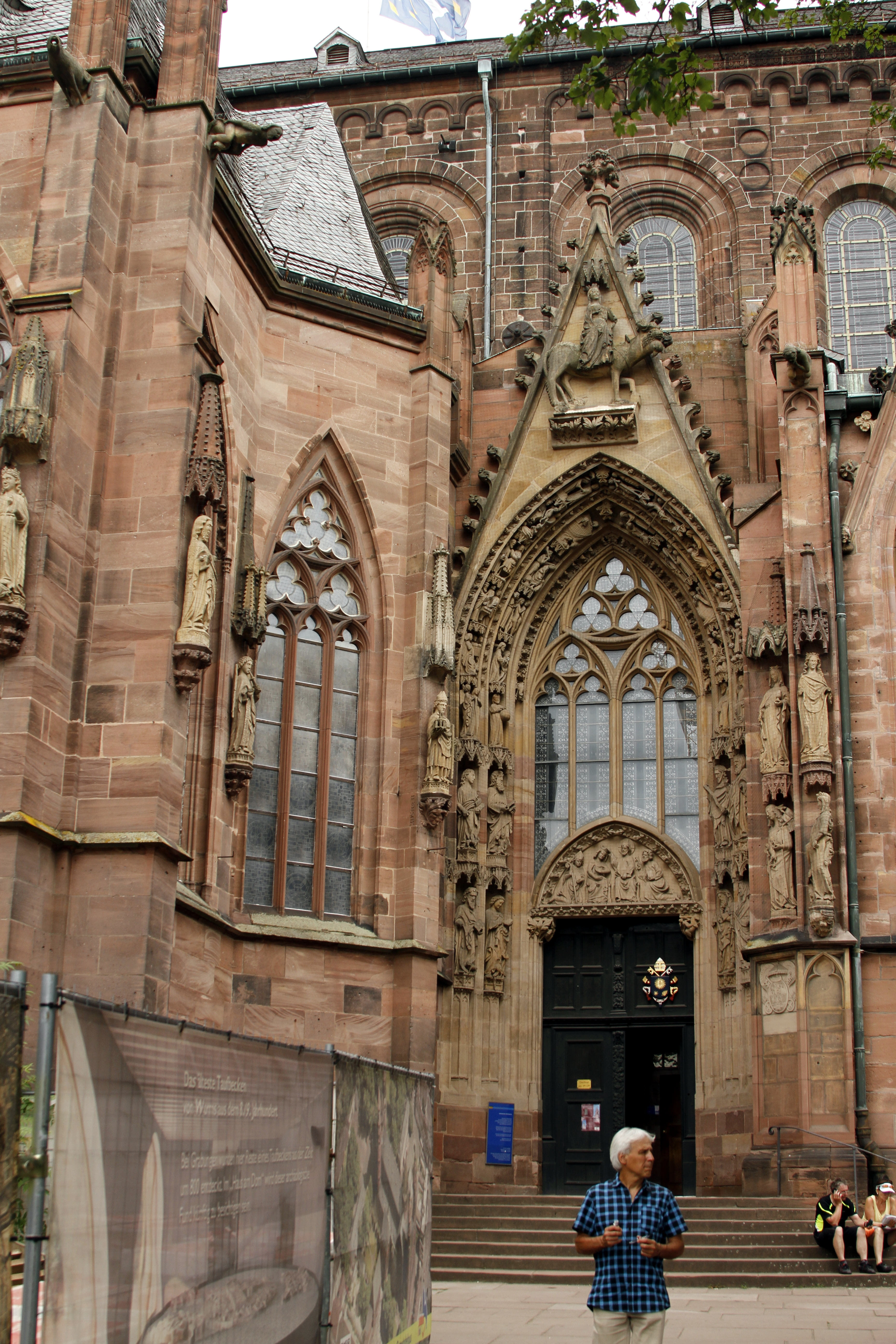
Nikolauskapelle und Südportal

Der Mainzer Kurfürst und Fürstbischof von Worms Franz Ludwig von Pfalz-Neuburg hinterließ in seinem Testament genügend Geld, um einen neuen Hochaltar bauen zu lassen. Sein Nachfolger, Fürstbischof Franz Georg von Schönborn, bat seinen Bruder Friedrich, den Bischof von Würzburg, ihm den Baumeister Balthasar Neumann zur Verfügung zu stellen. Dieser schuf den neuen Hochaltar aus vergoldetem Holz und verschiedenfarbigem Marmor.

### Erweiterungsbauten
Um 1300 entstand unter dem Einfluss der Straßburger Münsterbauhütte das gotische Südportal mit seinem reichen Figurenzyklus und die anschließende Nikolauskapelle. Das Tympanon über dem Portal zeigt die Marienkrönung. Hierfür wurde das alte Tympanon umgedreht, so dass Christus mit dem Buch des Lebens, begleitet von Maria, Petrus und weiteren Heiligen nun von innen der Kirche zu sehen ist. In der benachbarten gotischen Annakapelle sind weitere Reste des alten Portals, die Daniel in der Löwengrube und den Propheten Habakuk darstellen, verbaut. Zu den Portalfiguren gehört ganz oben eine gekrönte Frau, reitend auf einem Tier mit vier Köpfen, nach der Johannesoffenbarung. Rechts des Portals stehen zwei weibliche Personen, die Mildtätigkeit und Glauben darstellen. Darunter eine weibliche Darstellung der Synagoge mit verbundenen Augen, rutschender Krone und zerbrochener Fahne, als Spott auf das Judentum. Daneben die Verkörperung von Hochmut und Verschwendung als höfische Dame mit Kröten und Schlangen auf dem Rücken, die einem Ritter Schild und Speer reicht. Unter Bischof Johann von Dalberg (1482–1503) wurde der Domkreuzgang in spätgotischen Formen neu errichtet und mit Sandsteinreliefs ausgeschmückt.

### Zerstörung und Wiederaufbau
Im Pfälzischen Erbfolgekrieg wurde der Dom innen total zerstört. In den folgenden Jahrzehnten wurde eine neue, barocke Innenausstattung mit Altären und Chorgestühl geschaffen. Am auffälligsten ist der Hochaltar von Balthasar Neumann, bei dem ihn der Würzburger Bildhauer Johann Wolfgang van der Auwera unterstützte. Die Seitenaltäre des Kurmainzer Hofstuckateurs Johann Peter Jäger entstanden zwischen 1749 und 1751. In den Jahren von 1755 bis 1759 wurde das Chorgestühl von Franz Anton Hermann im Rokokostil geschaffen. Im südlichen Querschiff befindet sich der barocke Nikolausaltar, gestiftet vom Domherrn Franz Rudolph von Hettersdorf († 1729), im nördlichen Querschiff der ähnliche Walburgisaltar, gestiftet 1738 von Domvikar Martin Augsthaler. Beide bestehen aus gelbem Sandstein.

## Orgeln

### Hauptorgel (Klais 1985)

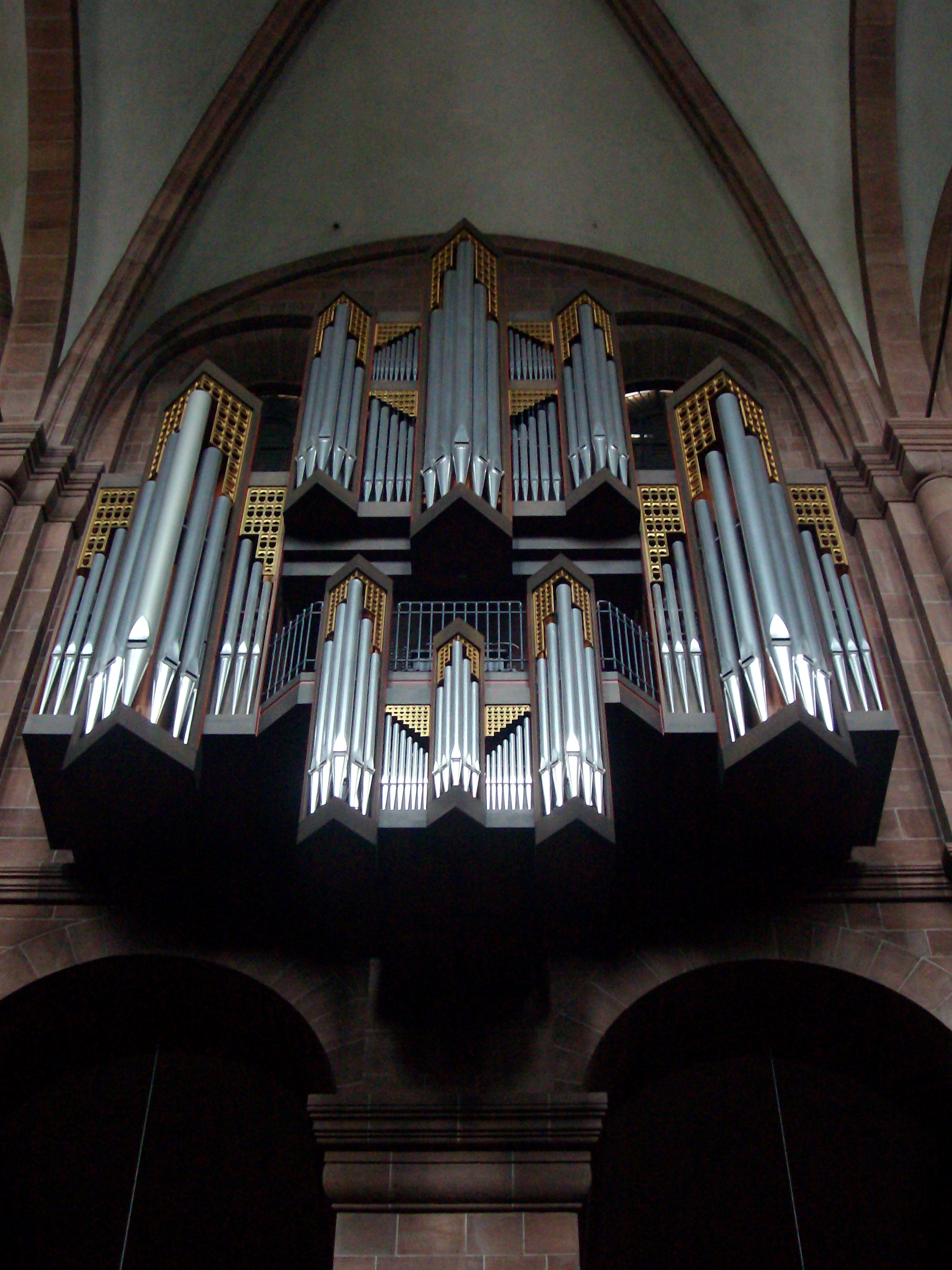
Schwalbennestorgel von Klais

Die Firma Klais erbaute 1985 eine Orgel mit drei Manualen und 34 Registern als sogenannte Schwalbennestorgel, die 2007 durch die Erbauerfirma geringfügig umdisponiert und neu intoniert wurde. Das Instrument verfügt über eine mechanische Spieltraktur, die Registertraktur ist elektrisch.
| I Rückpositiv C–a3 |                  |       |
| 1.                 | Praestant        | 8′    |
| 2.                 | Gedackt          | 8′    |
| 3.                 | Principal        | 4′    |
| 4.                 | Rohrflöte        | 4′    |
| 5.                 | Gemshorn         | 2′    |
| 6.                 | Larigot          | 1 ⁄3′ |
| 7.                 | Sesquialter II 0 | 2 ⁄3′ |
| 8.                 | Scharff V        |       |
| 9.                 | Krummhorn        | 8′    |

| II Hauptwerk C–a3 |             |        |
| 10.               | Praestant   | 16′    |
| 11.               | Principal   | 08′    |
| 12.               | Spitzflöte  | 08′    |
| 13.               | Octave      | 04′    |
| 14.               | Hohlflöte   | 04′    |
| 15.               | Quinte      | 02 ⁄3′ |
| 16.               | Superoctave | 02′    |
| 17.               | Cornet V    | 08′    |
| 18.               | Mixtur VI   | 02′    |
| 19.               | Trompete    | 08′    |

| III Schwellwerk C–a3 |                 |       |
| 20.                  | Rohrflöte       | 8′    |
| 21.                  | Gamba           | 8′    |
| 22.                  | Vox coelestis   | 8′    |
| 23.                  | Blockflöte      | 4′    |
| 24.                  | Principal       | 2′    |
| 25.                  | Quinte          | 1 ⁄3′ |
| 26.                  | Trompette harm. | 8′    |
| 27.                  | Hautbois        | 8′    |

| Pedal C–f1 |               |     |
| 28.        | Principal     | 16′ |
| 29.        | Subbass       | 16′ |
| 30.        | Octave        | 08′ |
| 31.        | Bourdon       | 08′ |
| 32.        | Tenoroctave 0 | 04′ |
| 33.        | Posaune       | 16′ |
| 34.        | Trompete      | 08′ |

- Koppeln: I/II, III/II, III/I, I/P, II/P, III/P
- Anmerkungen:

1. ↑  1985: Clairon 4'.
2. ↑  1985: Hintersatz V.

### Chororgel (Oberlinger 1996)

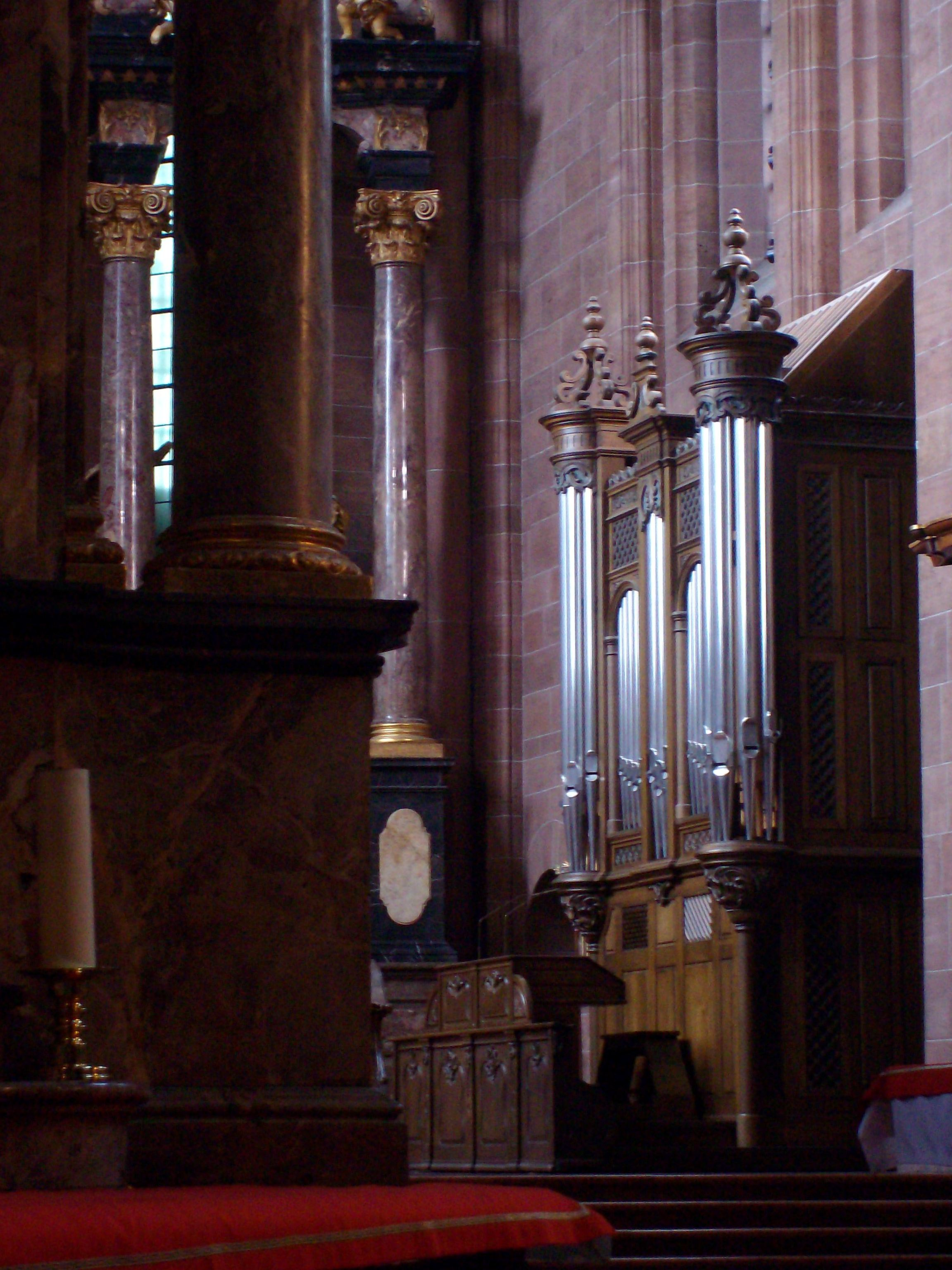
Chororgel von Oberlinger

Daneben besteht eine Chororgel mit mechanischer Spiel- und Registertraktur im Stile der Chororgeln Aristide Cavaillé-Colls, erbaut 1996 von der Firma Oberlinger. Für die Größe ihrer Disposition ist diese Orgel extrem kompakt gebaut; sie kann zudem durch eine besondere von Oberlinger entwickelte Konstruktion zum Stimmen der Pfeifen ca. 50 cm von der Wand abgerückt werden. Diese kompakte Bauweise war notwendig, um für Besucher nicht den Blick aus dem Kirchenschiff zum wertvollen Hochaltar einzuschränken. Um die notwendige Kompaktheit zu erreichen, war eine besondere Bauweise der Windladen erforderlich. Den Entwurf lieferte der Orgelbaumeister und Architekt Wolfgang Oberlinger in enger Absprache mit der Diözesanbauabteilung und der Diözesandenkmalpflege. Die Disposition der Orgel wurde von Oberlinger in Zusammenarbeit mit dem Organisten Daniel Roth entworfen. Das Instrument wurde unter Mitarbeit von Jean-Pierre Swiderski intoniert, der ein ausgewiesener Experte für die Klanggestaltung von Aristide Cavaillé-Coll ist.
| I Grand-Orgue C–g3 |                  |     |
| 1.                 | Bourdon          | 16′ |
| 2.                 | Principal        | 08′ |
| 3.                 | Flûte harmonique | 08′ |
| 4.                 | Bourdon          | 08′ |
| 5.                 | Prestant         | 04′ |
| 6.                 | Fourniture III   | 02' |
| 7.                 | Bombarde         | 16′ |
| 8.                 | Trompette        | 08′ |

| II Récit C–g3 |                        |    |
| 09.           | Cor de nuit            | 8′ |
| 10.           | Gambe                  | 8′ |
| 11.           | Voix celeste           | 8′ |
| 12.           | Flûte octaviante       | 4′ |
| 13.           | Octavin                | 2′ |
| 14.           | Trompette harmonique 0 | 8′ |
| 15.           | Hautbois               | 8′ |
|               | Tremblant              |    |

| Pédale C–f1 |            |     |
| 16.         | Soubasse   | 16′ |
| 17.         | Bourdon    | 08′ |
| 18.         | Bombarde 0 | 16′ |

- Koppeln: II/I, Sub II/I, Sub II/II, I/P, II/P, Sub II/P
- Spielhilfen: Appel-Tritte Grand Orgue, Récit und Pédale

### Nikolauskapelle
In der Nikolauskapelle befindet sich eine elektropneumatische Orgel von der Firma Breitmann.
| I Manual |           |     |
| 1.       | Gemshorn  | 8′  |
| 2.       | Prinzipal | 04′ |
| 3.       | Waldflöte | 02′ |
| 4.       | Mixtur    | 03f |

| II Manual |           |       |
| 5.        | Gedackt   | 8′    |
| 6.        | Rohrflöte | 4′    |
| 7.        | Prinzipal | 2′    |
| 8.        | Quinte    | 1 ⁄3′ |

| Pedal |           |     |
| 9.    | Subbass   | 16′ |
| 10.   | Octavbass | 08′ |
| 11.   | Quintade  | 4'  |

- Koppeln: II/I, I/P, II/P
- Spielhilfen: 2 freie Kombinationen

## Glocken

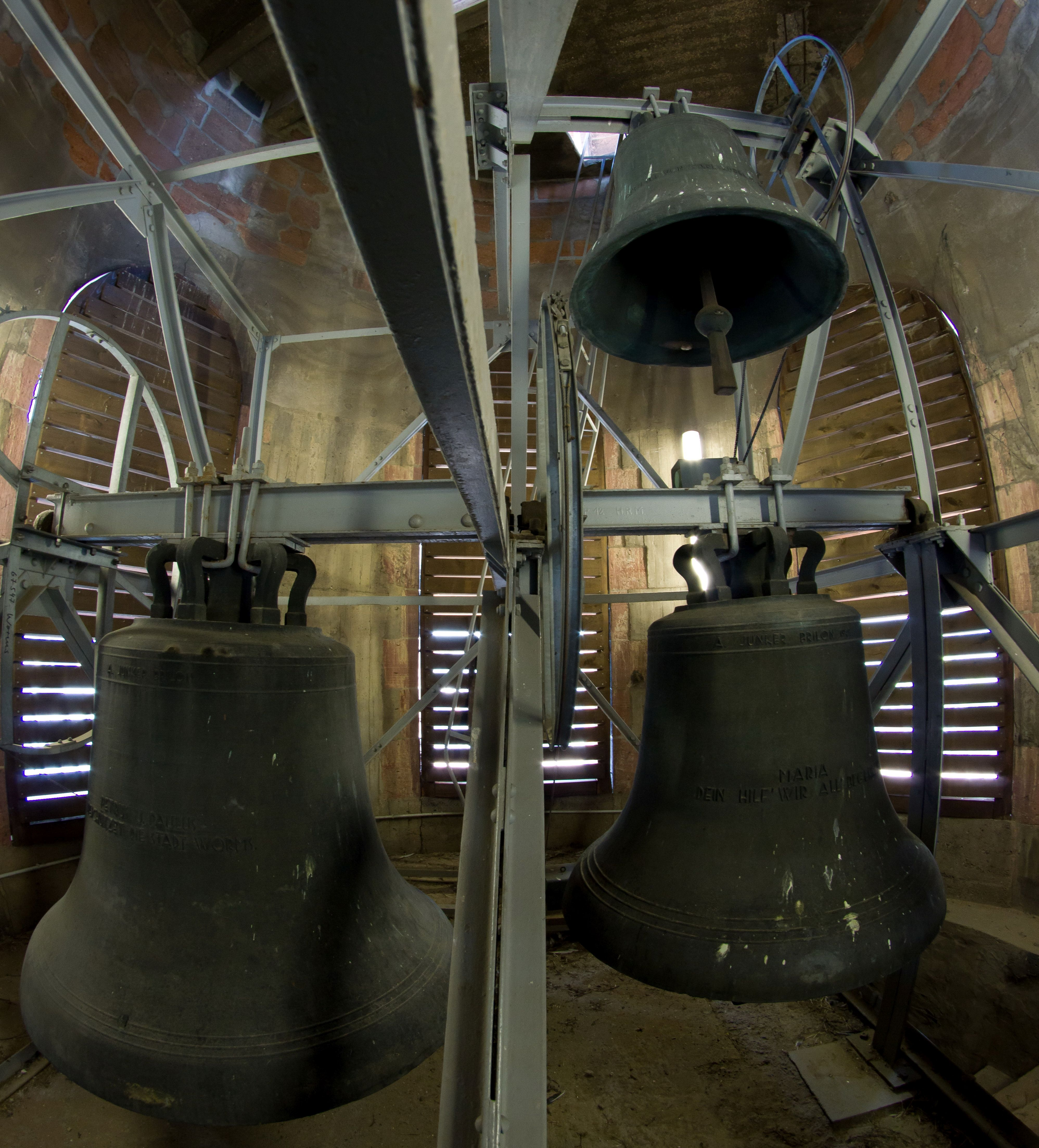
Links unten Petrus und Paulus, rechts unten Maria, rechts oben Bruder Konrad (alle vom Gussjahr 1949)

Vor der Zerstörung von Worms im Erbfolgekrieg im Jahre 1689 hingen in den vier Domtürmen insgesamt 16 Kirchenglocken. Im Jahre 1728 erhielt der Dom ein neues sechsstimmiges Geläut. Im Zuge der Säkularisation Ende des 18. Jahrhunderts wurden die Glocken konfisziert. Als der Dom zur Pfarrkirche wurde, ließ man dazu 1831 vier Glocken im Südostturm in der Schlagtonfolge h0–dis1–fis1–gis1 aufhängen. Sie wurden am Ende des Zweiten Weltkrieges bei dem verheerenden Bombenangriff am 21. Februar 1945 zerstört.
Drei neue Glocken wurden 1949 von der Glockengießerei Junker (Brilon) in den Schlagtönen c1–e1–g1 aus einer Ersatzlegierung, der sogenannten „Briloner Sonderbronze“ (zinnfreie Kupfer-Silicium-Legierung) gegossen. Sie wurden am Ostersonntag durch den Mainzer Bischof Albert Stohr geweiht und anschließend im Südostturm aufgehängt. Das verhältnismäßig kleine Geläut war das Fünfte in Folge.
Zum großen Dom-Jubiläum im Jahre 2018 wurde das bestehende Geläut von 1949 um fünf Glocken erweitert. Die bisherigen Glocken erhielten neue Klöppel. Für das neue Geläut wurde eine neue tontiefste Glocke mit dem Schlagton h0 gegossen. Die weiteren Glocken haben die Schlagtöne d1, a1, h1, d2. Die Schlagtöne der neuen Glocken wurden auf die Glocken der umliegenden Wormser Innenstadtkirchen abgestimmt, insbesondere auf die Glocken der nahe gelegenen evangelischen Dreifaltigkeitskirche (a0–cis1–e1–fis1) und der evangelischen Magnuskirche (gis1–h1–cis2); durch das Zusammenläuten der Glocken soll es ein echtes „Stadtgeläut“ geben. Die neuen Glocken wurden von der Glocken- und Kunstgießerei Rincker (Sinn) gegossen und – mit einer Ausnahme – im Nordostturm untergebracht. Die Namen der neuen Glocken und ihre Inschriften wurden im Dezember 2017 vom Wormser Künstler Klaus Krier entworfen und vorgestellt. Das erste offizielle Läuten, mit Stadtgeläut, war am Samstag vor Pfingsten, dem 19. Mai 2018.
| Nr. | Name                   | Gussjahr | Gießer         | Gewicht (kg) | Ø (mm) | Nominal (16tel) | Inschrift(en) | Turm    |
| --- | ---------------------- | -------- | -------------- | ------------ | ------ | --------------- | --- | ------- |
| 1   | Amandus und Rupert     | 2018     | Rincker, Sinn  | 2855         | 1649   | h0 −4           | Heiliger Amandus – Patron der Stadt Worms und Heiliger Rupert – Großer Missionar – Heilige Bischöfe von Worms – Bittet für die Kirche und ihre Hirten                       | Nordost |
| 2   | Petrus und Paulus      | 1949     | Junker, Brilon | 2218         | 1580   | c1 −4           | Petrus und Paulus – beschützt die Stadt Worms | Südost  |
| 3   | Heinrich und Kunigunde | 2018     | Rincker, Sinn  | 1789         | 1405   | d1 −2           | Heiliger Heinrich und Heilige Kunigunde – Herrscher des römischen Reiches und Freunde Bischof Burchards – Betet für die, die uns regieren – um Frieden zwischen den Völkern | Nordost |
| 4   | Maria                  | 1949     | Junker, Brilon | 1114         | 1260   | e1 −2           | Maria – Dein Hilf wir all begehren. | Südost  |
| 5   | Bruder Konrad          | 1949     | Junker, Brilon | 0653         | 1060   | g1 −1           | Hl. Bruder Konrad – bitte für uns. Gestiftet von Karl Kübel und Ehefrau. | Südost  |
| 6   | Petrus Faber SJ        | 2018     | Rincker, Sinn  | 0556         | 0947   | a1 −1           | Heiliger Petrus Faber SJ – Kämpfer für Versöhnung und Ökumene – „Dass alle eins seien“ – Um die Einheit der Kirche                                                          | Südost  |
| 7   | Heribert               | 2018     | Rincker, Sinn  | 0473         | 0880   | h1 −1           | Heiliger Heribert – Bischof – Kanzler – Freund der Armen – Dass wir die Armen und Schwachen nicht vergessen – Bitte für uns                                                 | Nordost |
| 8   | Hanno von Worms        | 2018     | Rincker, Sinn  | 0297         | 0751   | d2 +1           | Heiliger Hanno von Worms – Frommer Ordensmann und weiser Bischof – Bitte für unsere Kranken und die Sterbenden                                                              | Nordost |

## Belletristik

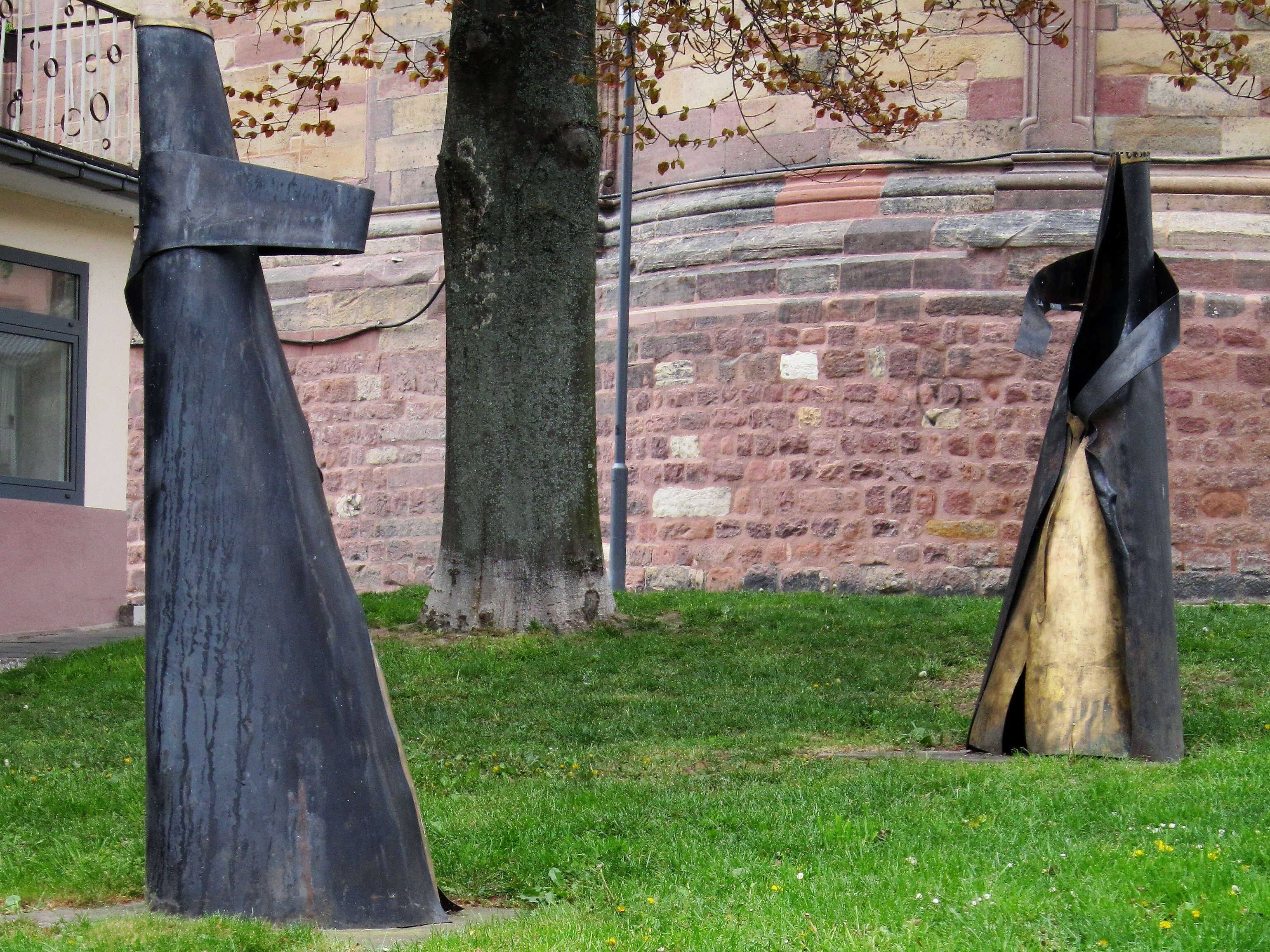
Skulptur „Königinnenstreit“ von Jens Nettlich (2000) beim Dom

### Der Wormser Dom in der Nibelungensage
Mit dem Königinnenstreit spielt eine Schlüsselepisode aus der Nibelungensage am Portal des Wormser Doms. Die Rivalinnen Brünhild und Kriemhild streiten sich der Sage nach, welcher ihrer Ehemänner rangmäßig die höhere Stellung einnimmt und welche von den beiden Königinnen demzufolge als Ranghöhere zuerst den Dom betreten darf.
Das im Nibelungenlied erwähnte Portal befand sich auf der Nordseite des Doms und war bis zu der Zerstörung im Jahr 1689 wesentlich aufwendiger gestaltet.
In Anknüpfung an den Königinnenstreit finden die Wormser Nibelungenfestspiele seit 2002 auf einer Freiluftbühne vor dem Dom statt.

### Johann Nikolaus Götz
Der Anakreontiker Johann Nikolaus Götz dichtete im November 1743 „Bey Erblickung seiner Vaterstadt“:

„Mein Worms ergötzt mich schon von Ferne;

Wie wird erst die Entzückung seyn,

Kehr ich beym Glantz der Abendsterne

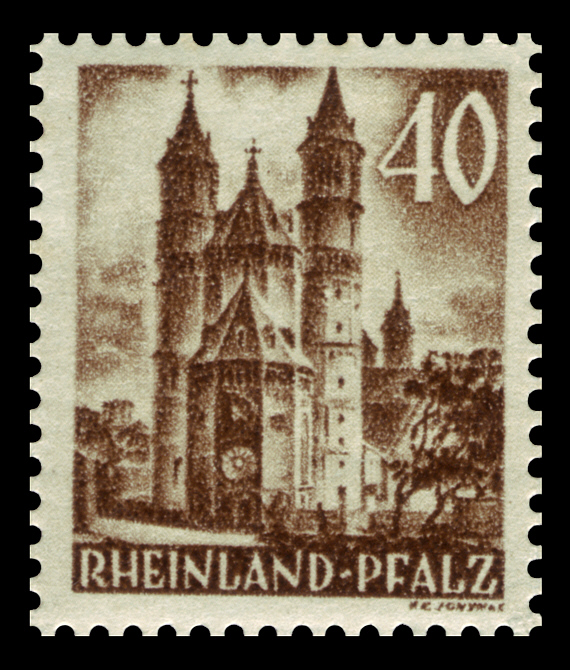
Französische Besatzungszone Rheinland-Pfalz 1948, 40 Pfennig

In seinen Mauren jauchtzend ein?“

## Philatelie
In den Briefmarken-Ausgaben der französischen Zone Rheinland-Pfalz wurde der Wormser Dom zwei Mal als Briefmarkenmotiv verwendet, im April 1947 für 24 Reichspfennig und im Dezember 1948 für 40 Pfennig. Die Kohlestift-Zeichnung hatte der litauische Künstler Vytautas Kazimieras Jonynas angefertigt. Jonynas zeichnete auch die meisten anderen Briefmarkenbilder für die französische Zone nach Kriegsende.
Mit dem Erstausgabetag 7. Juni 2018 gab die Deutsche Post AG eine Sonderbriefmarke im Nennwert von 90 Eurocent mit dem Titel 1000 Jahr Weihe Dom zu Worms heraus. Der Entwurf stammt von den Professoren Annette le Fort und André Heers an der Muthesius Kunsthochschule in Kiel.

## Aktuelles

### Haus am Dom

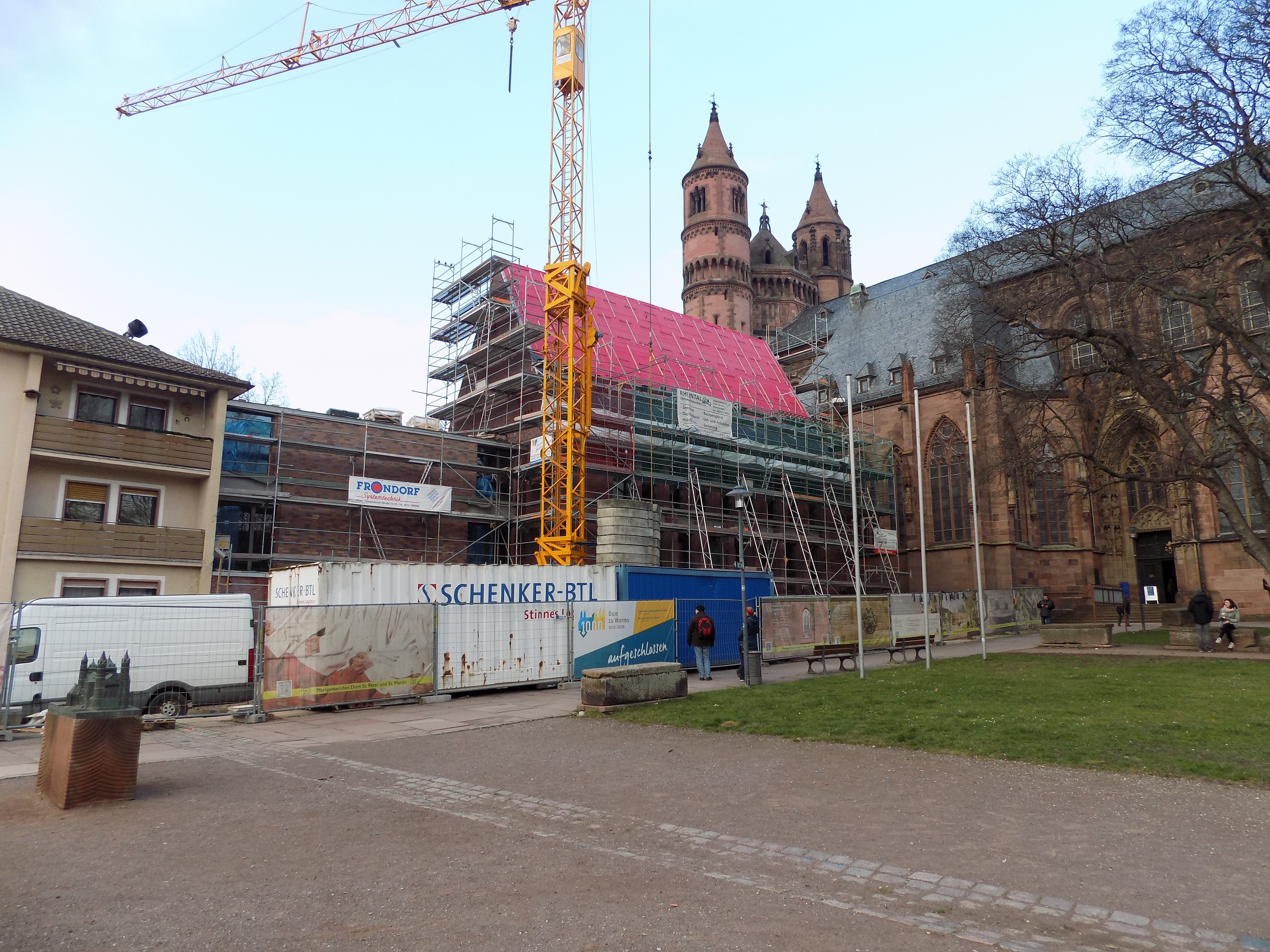
Das Haus am Dom während des Baus

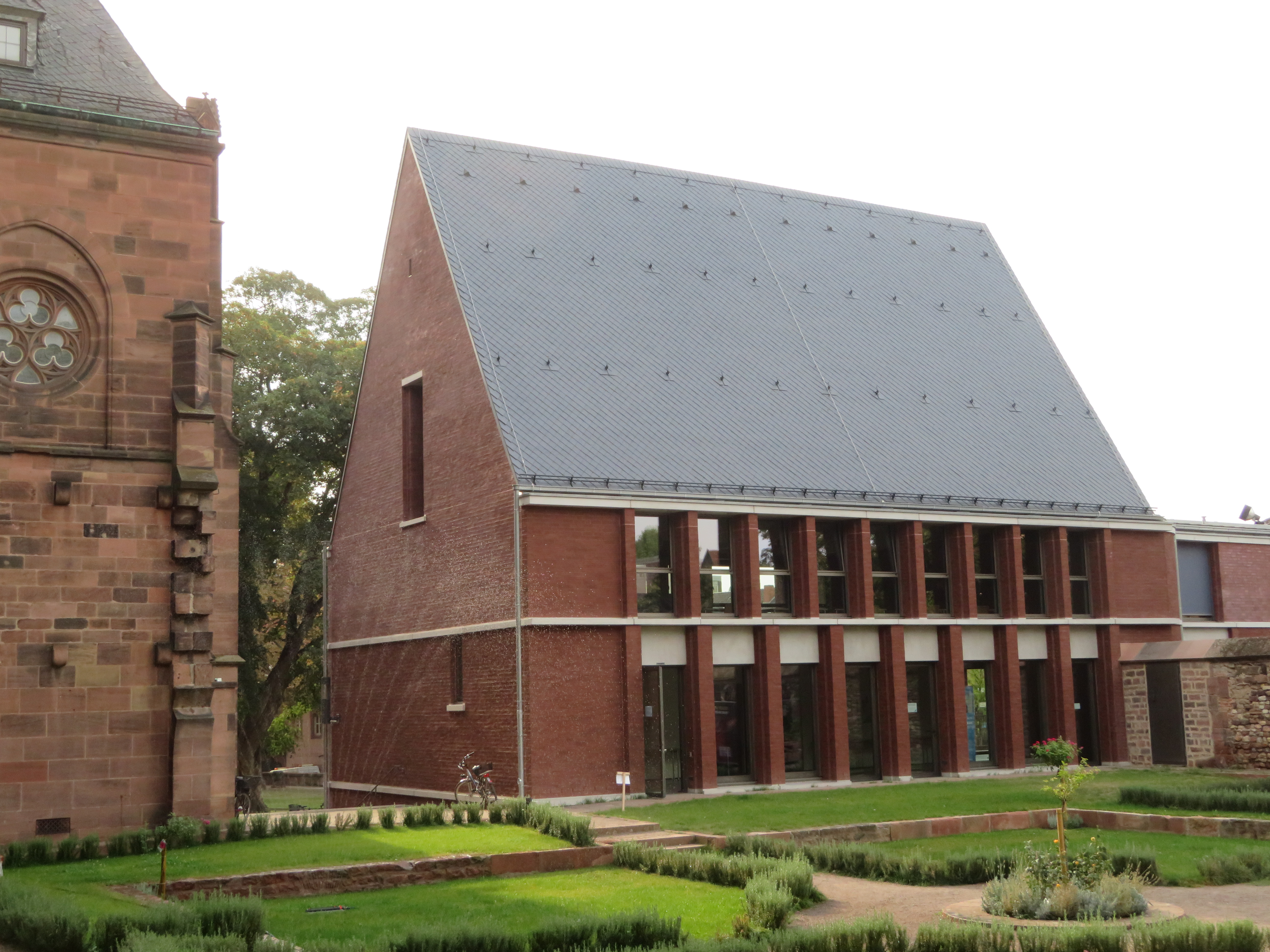
Das Haus am Dom wird von vielen Wormsern als Stilbruch empfunden

Die Pfarrgemeinde St. Peter errichtete 2018 an der Südseite des Doms nach Entwürfen von Jörg Springer ein neues Gemeindezentrum mit Café und Kirchenladen. Das sogenannte Haus am Dom hat die Proportionen eines mittelalterlichen Stadthauses, doch mit einer modernen Fassadengliederung ohne Ornamentik. Das Bauvorhaben war in der Bevölkerung umstritten.
Der in diesem Kontext gegründete „Bürgerverein Domumfeld e. V.“ monierte insbesondere, dass der Panoramablick auf die Südseite des Domes durch den Neubau zerstört werde. Domgemeinde und Denkmalschützer hingegen verwiesen darauf, dass an der Stelle des Neubaues und in ähnlichen Abmessungen bis ins 19. Jahrhundert hinein der Ostflügel des mittelalterlichen Kreuzganges gestanden habe, das Haus am Dom also teilweise die ursprüngliche Raumwirkung des Domes zurückbringe. Die Bürgerinitiative klagte in mehreren Instanzen für ein Bürgerbegehren und verlor 2015 beim Verwaltungsgericht Mainz. Am 3. Juli 2016 erfolgte die Grundsteinlegung.

### Lichtbrücke
Zum Reformationsjubiläum 2017 wurde eine Lichtbrücke mit sechs mehrfarbigen Hochleistungsscheinwerfern installiert. Im Zeitraum vom 27. Oktober bis 1. November 2017 „verband“ die Lichtbrücke den Wormser Dom mit der evangelischen Lutherkirche über eine Entfernung von etwa 1.200 Metern, von wo aus mit den gleichen Scheinwerfern zurückgestrahlt wurde.